# Парижская мирная конференция
Пари́жская ми́рная конфере́нция (1919—1920) — международная конференция, созванная державами-победительницами в Первой мировой войне (1914—1918) для выработки и подписания мирных договоров с побеждёнными государствами. Проходила в несколько этапов в период с 18 января 1919 года по 21 января 1920 года при участии 33 государств. В ходе конференции были подготовлены мирные договоры с Германией (Версальский договор), Австрией (Сен-Жерменский договор), Болгарией (Нёйиский договор), Венгрией (Трианонский договор) и Османской империей (Севрский мирный договор). Основные проблемы послевоенного устройства мира на конференции решала так называемая «Большая четвёрка» лидеров Великих держав, в которую входили президент США Вудро Вильсон, премьер-министр Великобритании Дэвид Ллойд Джордж, премьер-министр Франции Жорж Клемансо и премьер-министр Италии Витторио Эмануэле Орландо; за время конференции они провели 145 неформальных встреч и приняли все ключевые решения, которые впоследствии были утверждены остальными участниками.
Ни одно из правительств, претендовавших в тот период на статус законной всероссийской власти, не было приглашено на конференцию. Германия и её бывшие союзники были допущены на конференцию только после того, как были выработаны проекты мирных договоров с ними.
На конференции был одобрен устав Лиги Наций.

## Контекст

### Война и перемирие

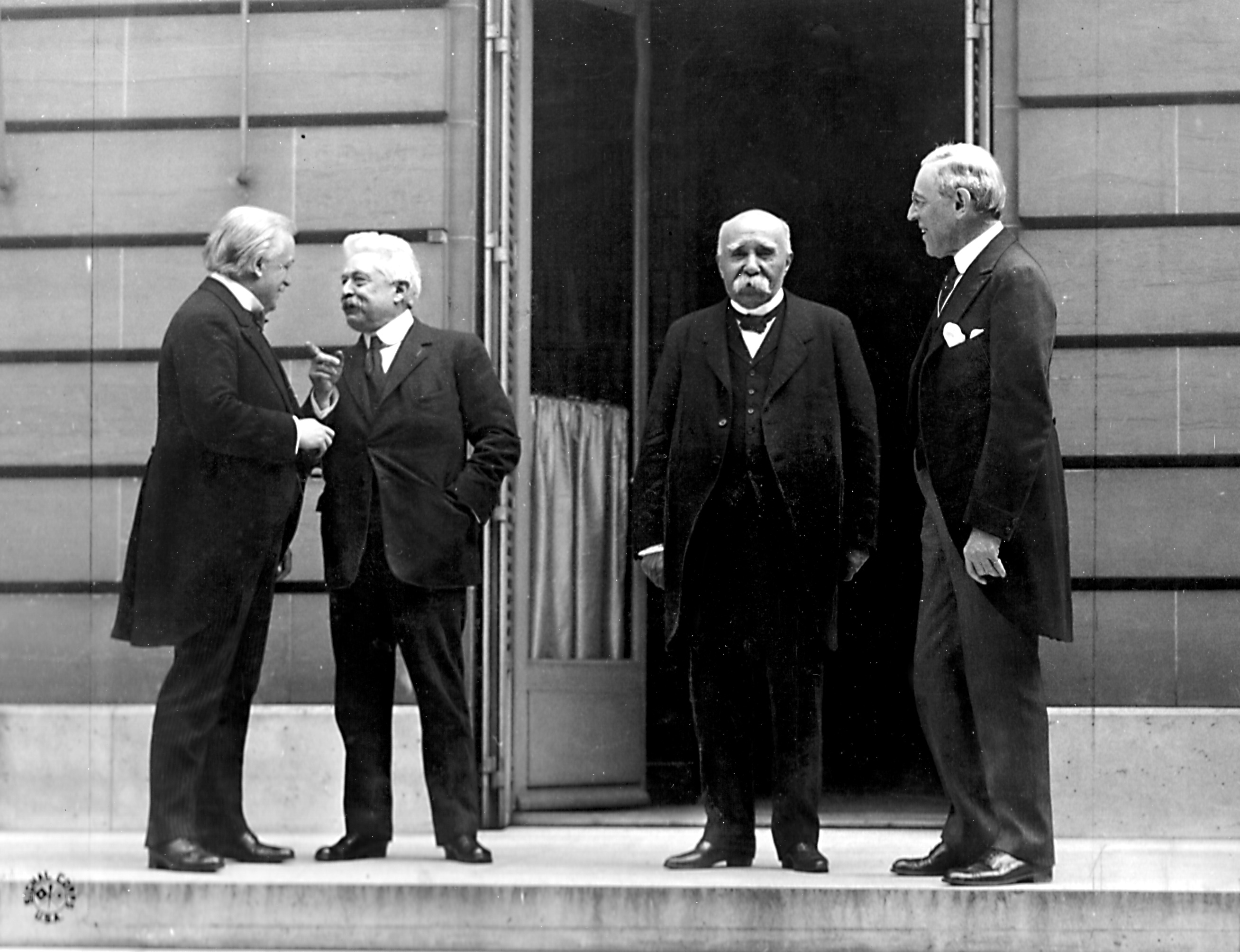
«Большая четвёрка» в Париже: Дэвид Ллойд Джордж, Витторио Орландо, Жорж Клемансо и Вудро Вильсон (27 мая 1919)

В результате Первой мировой войны «недавно гордая, уверенная в себе, богатая» Европа оказалась «разорвана на части»: война, поводом которой стали события на Балканах 1914 года, постепенно втянула в себя все Великие державы того времени — только Испании, Швейцарии, Нидерландам и скандинавским странам удалось остаться в стороне. Помимо основного (европейского) фронта, бои велись в Азии, Африке, на островах Тихого океана и на Ближнем Востоке; практически непрерывная линия траншей и окопов тянулась от Бельгии на севере до Альп на юге, от Балтийского до Чёрного моря, пересекала Балканский полуостров. На европейском ТВД можно было встретить солдат со всего мира: австралийцы, канадцы, новозеландцы, индийцы, ньюфаундлендцы сражались на стороне Британской империи; вьетнамцы, марокканцы, алжирцы, сенегальцы — на стороне Франции; к концу войны в Старый свет прибыл и американский контингент.
В отличие от ситуации в конце Второй мировой войны, вдали от полей сражений Европа выглядела почти так же, как прежде: крупные города сохранились почти в целости, железнодорожные пути не были разрушены, а порты продолжали функционировать. Однако людские потери были вполне сопоставимы по численности, хотя качественно отличались по структуре: Первая мировая унесла миллионы жизней «комбатантов» (солдат и офицеров), тогда как время массовых убийств мирного населения наступит только через три десятилетия. При этом подсчёт смертей в Великой войне обходит стороной тех, кто стал инвалидом, был отравлен «ядовитым газом» — как и тех, чья нервная система впоследствии не восстановилась от пережитого. Приблизительное равенство сил сторон, наблюдавшееся почти всю войну, изменилось лишь летом 1918 года, когда прибытие американских войск сдвинуло баланс в пользу стран Антанты, несмотря на выход из войны бывшей Российской империи (см. Брестский мир).
Помимо этого, в 1919 году, в отличие от мая-августа 1945 года, в мире ещё не было так называемых сверхдержав: ни Советского Союза, чья многомиллионная армия занимала всю Центральную Европу, ни США с их огромной экономикой и монополией на атомное оружие. В 1919 году враждебные Антанте государства не были разгромлены наголову и не подверглись оккупации со стороны победителей.
Когда масштабные боевые действия были прерваны перемирием от 11 ноября, европейцы «устало надеялись, что дальше будет лучше». Однако то, как было заключено перемирие, оставляло простор для интерпретации условий будущего мирного договора. Поскольку немецкое правительство обратилось непосредственно к США и прямо апеллировало к «Четырнадцати пунктам Вильсона», в дальнейшем оно имело основания утверждать, что любые дополнительные требования к Германии являются незаконными, поскольку выходят за рамки достигнутых ранее договорённостей. Европейские же правительства, никогда в полной мере не принимавшие «Пункты» как программу к действию, полагали, что имеют право выдвигать дополнительные условия, поскольку понесли в войне значительно большие потери, чем США. В то же время сам Вудро Вильсон и его сторонники могли обвинять «коварных европейцев» в неприятии стремления американского президента создать «лучший мир» и «новую дипломатию».

### Европа. Государства и нации
Четыре года беспрецедентной «бойни» потрясли многовековую уверенность Европы в самой себе и в своём «праве» на мировое господство (см. Европоцентризм) — после событий на Западном фронте, включая первое в истории применение химического оружия, европейцам сложно было вновь убедить себя в своей «цивилизационной миссии».
Я ненавижу XX век так же, как я ненавижу этот гнилой европейский континент и весь мир, по которому эта жалкая Европа распространилась, как жирное пятно.— Жорж Дюамель, 1918
[значимость факта?]
Мировая война привела к свержению многих правительств, создав предпосылки для масштабных социальных изменений: в России в результате двух революций 1917 года монархия сменилась принципиально новым строем; распад Австро-Венгрии оставил в центре Европейского континента огромные территории вне какого-либо государственного контроля; Османская империя с её обширными владениями на Ближнем Востоке была на грани распада; Германская империя стала республикой. Целый ряд когда-то существовавших государств — таких, как Польша, Литва, Эстония, Латвия — вновь обрели самостоятельность; непосредственно перед конференцией и во время неё начали формироваться «новые нации» — Югославия и Чехословакия.
Ещё до того, как в 1918 году «замолчали пушки», всё громче стали слышны голоса людей, выдвигавших идеи будущего переустройства мира: «Китай для китайцев!», «Землю — крестьянам, фабрики — рабочим!», «Курдистан должен быть свободен!», «Польша должна возродиться!» и многие другие лозунги обретали популярность в разных частях земного шара. Люди выдвигали множество требований: «США должны стать мировым полицейским» — или, наоборот, «американцы должны убраться домой»; «России нужна помощь» — или, наоборот, «пусть русские разбираются сами»; и так далее. Газетные полосы заполнили многочисленные жалобы: словаки выдвигали претензии к чехам, хорваты — к сербам, арабы — к евреям, китайцы — к японцам. На Западе заговорили[кто?] об опасных идеях, приходящих с Востока, — в то время как на Востоке размышляли[кто?] об угрозах, связанных с западным материализмом; жители Африки боялись, что мир забудет о них; в Азии многие полагали, что будущее принадлежит народам этой части света.

### Люди и идеи
Государственные деятели, политики, дипломаты, банкиры, военные, экономисты и юристы собрались в Париже со всего света, чтобы попытаться решить множество масштабных проблем, связанных с устройством послевоенного мира. Среди них были президент США Вудро Вильсон и государственный секретарь Роберт Лансинг, премьер-министры Франции Жорж Клемансо и Италии Витторио Орландо, «таинственный» Лоуренс Аравийский, греческий националист Элефтериос Венизелос и польский пианист Игнаций Падеревский, ставший политиком. Многие из тех, кто прибыл в Париж, не будучи ещё известным широкой публике, впоследствии оставили свой след в истории: среди них два будущих госсекретаря США, будущий премьер-министр Японии и первый президент Израиля. Аристократы, такие как королева Румынии Мария, работали вместе с людьми обычного происхождения, такими как премьер-министр Великобритании Дэвид Ллойд Джордж. Концентрация лиц, наделённых властью, привлекла внимание множества мировых репортеров, публицистов и бизнесменов:
Повсюду люди собираются в Париж… Париж станет местом развлечения для сотен англичан, американцев, итальянцев и иностранных джентльменов с сомнительным прошлым, которые собираются тут под предлогом участия в мирных дискуссиях.
Всего на конференцию съехалось более тысячи делегатов, которых сопровождало огромное число экспертов в различных областях знаний, переводчиков, секретарей, стенографисток, машинисток и пр. Число сотрудников, обслуживавших американскую делегацию, достигало 1 300. Их содержание обошлось в 1,5 миллиона долларов. Одних журналистов, аккредитованных на конференции, было более ста пятидесяти, не считая множества репортёров и интервьюеров, гонявшихся за членами делегаций.
Организации, выступавшие за наделение женщин правом голоса, за права для чернокожих, в защиту труда, за свободу для Ирландии, за мировое разоружение и так далее, посылали в Париж своих представителей и отправляли петиции. Париж наполнился планами по созданию «еврейской родины», восстановлению Польши, созданию независимых Украины, Курдистана и Армении. В то время, как одни деятели (например, сионисты) говорили от имени миллионов, другие (например, представители Аландских островов) представляли несколько тысяч человек; некоторые же прибыли слишком поздно — так, представители Кореи к лету 1919 года только преодолели сибирские пространства и прибыли в Архангельск, когда основная часть конференции уже завершилась.
Пытаясь использовать опыт единственного прецедента столь масштабной конференции в истории Европы — Венского конгресса 1815 года — британский Форин-офис даже профинансировал написание книги по истории общеевропейской конференции, завершившей Наполеоновские войны. В то же время, участникам Парижской конференции приходилось реагировать на вызовы современности — многочисленные забастовки, государственные перевороты и просто вспышки насилия, которые одними воспринимались как разрозненные события, а другими — как первые признаки надвигающейся мировой революции. И разумеется, от конференции ждали собственно новых мирных договоров и ответов на животрепещущие вопросы: Следует ли подвергнуть Германию наказанию за развязывание мировой войны (или, как многие полагали, скорее за поражение в ней)? Какими должны быть новые границы в Европе и на Ближнем Востоке? Ожидания от мирной конференции были огромны; столь же велик был и риск разочарования от результатов: так, Клемансо жаловался, что «вести войну намного легче, чем заключать мир».
Кроме того, лидеры стран-победительниц привезли с собой в Париж не только национальные интересы своих стран, но и персональные особенности: черты характера, усталость, болезни, личные симпатии и антипатии — многие из которых сыграли свою роль в дальнейшей судьбе человечества.
Францию на конференции представлял Жорж Клемансо — человек с огромным опытом и беспощадный в политической борьбе, которому за долгие годы удалось опрокинуть несколько французских правительств. За жёсткий характер и непримиримость к политическим противникам он получил прозвище «Тигр» (фр. le Tigre).

### Позиции великих держав
Позиции великих держав (воюющих держав, «имеющих интересы общего характера») относительно послевоенного устройства мира определились ещё в ходе военных действий, хотя и подвергались постоянным изменениям по мере меняющегося соотношения сил.
Что касается Франции, то её военно-политическое руководство всемерно стремилось ослабить, расчленить Германию, отбросив её к положению, которое она занимала до Франкфуртского мира, завершившего в 1871 году франко-прусскую войну. Наиболее агрессивные элементы во Франции требовали ещё большего — возвращения к Вестфальскому миру 1648 года, расчленения Германии на отдельные княжества.
Так, согласно тайному соглашению Франции с царской Россией (февраль 1917 года), опубликованному правительством Советской России после победы Октябрьской революции, Франция претендовала на Эльзас, Лотарингию и весь углепромышленный бассейн долины реки Саар. Граница Германии устанавливалась по Рейну, при этом германские территории по левому берегу Рейна отделялись от Германии и преобразовывались в автономные и нейтральные государства, которые Франция была намерена оккупировать до тех пор, пока Германия окончательно не выполнит все условия будущего мирного договора. За это Франция брала на себя обязательство поддержать претензии царской России на Константинополь и проливы и признать за Россией полную свободу в установлении её западных границ.
На границе по Рейну настаивали прежде всего французские генералы. 19 апреля 1919 года маршал Фош в интервью корреспонденту «Times» категорически подчеркнул, что Франции для защиты от нападения со стороны Германии необходимы «естественные преграды» — поэтому граница должна проходить по Рейну.
Почти вдвое уступая Германии в численности населения, Франция рассчитывала на создание на восточных границах Германии блока стран, призванного заменить её прежнего союзника — Российскую империю. Этот блок, по замыслу французского руководства, должны были составить Польша, Чехословакия, Румыния и Югославия. Они же должны были стать барьером между Германией и Советской Россией.
Подорвать экономическую мощь Германии Франция собиралась за счёт германских колоний в Африке. Поживиться она хотела и на Ближнем Востоке, за счёт бывшей Османской империи. Полное осуществление этих планов в результате мирной конференции позволило бы Франции стать гегемоном Европы.
Великобритания, добившись сокрушения Германии как морской державы (значительная часть германского флота в этот период была интернирована в английской гавани Скапа-Флоу), намеревалась закрепить своё превосходство в Мировом океане. Эти претензии были подкреплены союзом с Японией, благодаря которому Британия могла противостоять США. Британия, как и Франция, претендовала на часть германских колоний, а также на Месопотамию, Аравию и Палестину, до войны принадлежавшие Османской империи. На европейском континенте Британия, напротив, объединялась с США в борьбе с непомерными амбициями Франции. Оба англо-саксонских государства возражали против расчленения Германии (Британия намеревалась в перспективе использовать Германию против Советской России, а для этого было нужно сохранить военную мощь Германии). На Балканах Британия пыталась нейтрализовать проникновение Франции, действуя совместно с Италией, а также переманивая на свою сторону власти балканских государств.
США в ходе войны превратились из страны-должника в страну-кредитора. Обеспечить возвращение долгов (около 10 млрд долларов) можно было лишь путём отказа от прежней позиции невмешательства и активного участия в европейских делах. Именно это заставило президента США впервые в истории страны покинуть Америку и отправиться в Старый Свет. Кроме того, США были намерены противостоять росту морской мощи Британии, добиваясь расторжения англо-японского союза и одновременно заботясь о превосходстве своего собственного флота. В Европе США, как и Британия, стремились не допустить полного разгрома Германии, чтобы использовать её против Британии и Советской России.
Италия на конференции числилась в группе великих держав, но после поражения в битве при Капоретто, где англичанам и французам пришлось спасать своих союзников, с её интересами никто не считался. Италия всеми силами пыталась напоминать о своих колониальных притязаниях на территории бывших Австро-Венгрии и Османской империи, ссылаясь на Лондонский договор 1915 года, но её претензии на Далмацию и Фиуме были отвергнуты, а когда итальянские лидеры в знак протеста покинули конференцию, Совет трёх в отсутствие Орландо разрешил грекам занять Смирну, которая по Лондонскому договору предназначалась Италии.
Члены японской делегации в спорных вопросах, касавшихся Европы и Африки, не выдвигали своих претензий, а поддерживали Англию и США, рассчитывая на соответствующие компенсации там, где речь пойдёт о вопросах Азиатско-Тиоокеанского региона. Под шум общей дискуссии японские дипломаты добивались захвата азиатских территорий.

## Подготовка к конференции
В столицах 27 стран, участвовавших в борьбе против Германии, в том числе возникших после поражения Центральных держав, шла напряжённая подготовительная работа к Парижской конференции, которая должна была привести к переустройству мира. Правительственные чиновники составляли докладные записки, поручали историкам и экономистам искать обоснования для тех или иных притязаний в старых договорах и других дипломатических документах. Румыния пыталась сформировать единую линию поведения с Чехословакией, Югославией и Грецией. Между Парижем и Лондоном сновали курьеры, обеспечивавшие непрерывный поток дипломатической переписки. В Лондоне прошло совещание с участием глав правительств и министров иностранных дел Франции и Италии: многие пункты предстоящего мирного договора вызывали серьёзные разногласия, приходилось учитывать секретные соглашения, заключавшиеся в ходе войны, что требовало согласования и внесения поправок в предполагаемый договор.

### Прибытие Вильсона в Европу
4 декабря 1918 года лайнер «Джордж Вашингтон» вышел из Нью-Йорка, имея на борту американскую делегацию, отправлявшуюся на мирную конференцию: толпа людей выстроилась вдоль набережной, чтобы проводить президента Вудро Вильсона, ставшего первым действующим американским лидером, покинувшим свою страну, чтобы посетить Старый Свет. Сам Вильсон, обращаясь к Конгрессу, мотивировал свой шаг «долгом» перед американскими солдатами, погибшими на полях сражений Европы; британский посол «цинично» полагал, что президента привлекла поездка в Париж, «как дебютантка очарована перспективой своего первого бала». Государственный секретарь Роберт Лансинг выпустил с борта судна почтовых голубей, которые унесли к его родственникам письма о перспективах «скорого мира».

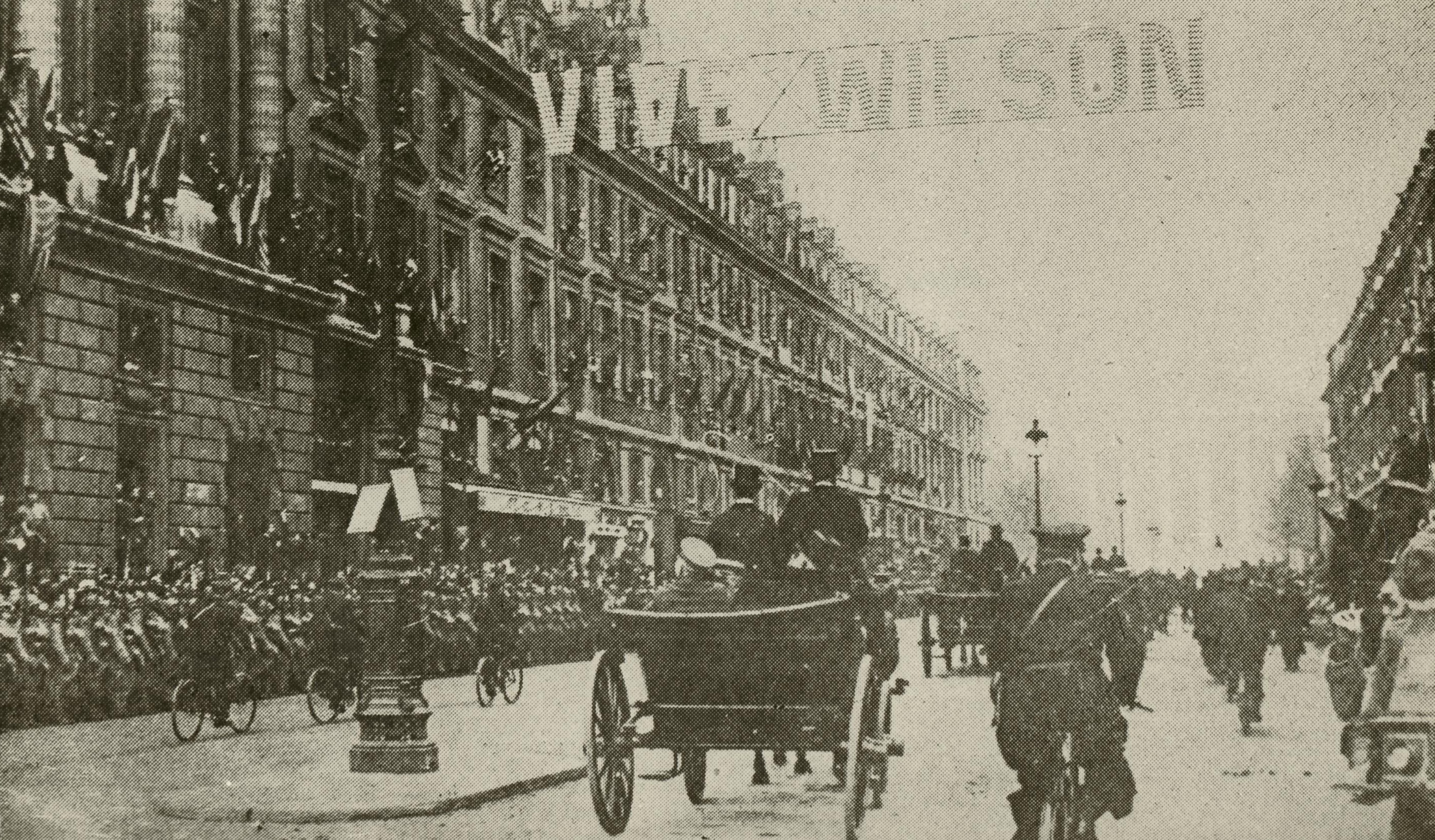
Приветствие Вильсона в Париже: плакат «Vive Wilson»

Помимо политических лидеров, на борту судна, шедшего в конвое из нескольких боевых кораблей, находились и эксперты, которых удалось отобрать в американских университетах и правительственных учреждениях, а также многочисленные ящики со справочными материалами и специальными исследованиями по теме войны и мира. Здесь же были и послы Франции и Италии в США, которые также направлялись в Европу. В момент отплытия пассажиры полагали, что отправляются на предварительную конференцию, целью которой должно было стать лишь формирование принципов послевоенного мироустройства; предварительная конференция, однако, стала и заключительной — Вильсон оставался в Париже в течение большей части решающего полугодия, с января по июнь 1919 года.

#### Вильсон и его взгляды
Хотя Вильсон проводил свою избирательную кампанию 1916 года под лозунгом сохранения нейтралитета США в мировой войне, именно он в апреле 1917 года подписал указ о вступлении в войну на стороне Антанты. Карьера будущего Нобелевского лауреата в целом представляла собой «череду триумфов», но были в ней и поражения, сопровождавшиеся приступами депрессии, а также внезапными обострениями не вполне понятных заболеваний. Более того, дорога в президенты привела к появлению у Вильсона массы врагов, многие из которых были его бывшими друзьями: «безумцем и лжецом» называл Вильсона лидер демократов штата Нью-Джерси; упрямое следование раз и навсегда принятым решениям вызывало восхищение у сторонников и отторжение — у противников Вильсона; французский посол в Вашингтоне видел в нём «человека, который, живи он пару столетий назад, был бы величайшим тираном на Земле — потому что у него, похоже, нет ни малейшего представления о том, что он способен ошибаться»; Ллойд Джордж описывал Вильсона как человека «доброго, искреннего, прямого» и в то же время «бестактного, упрямого и тщеславного». Отношения Вильсона и госсекретаря Лансинга заметно ухудшились к 1919 году, кроме того, имело долгосрочные последствия для судьбы Лиги Наций решение президента, принятое ещё до отплытия, не брать с собой ни одного из представителей Республиканской партии, многие из членов которой поддержали его в вопросе о вступлении США в войну, а сама партия к этому времени имела большинство в Конгрессе.
Беседуя во время путешествия в Европу с американскими экспертами о принципах политики США на мирной конференции, Вильсон заявил, что американцы будут «единственными незаинтересованными людьми на мирной конференции» (впоследствии он регулярно напоминал коллегам, что США формально не вступали в Антанту) и что «люди, с которыми мы собираемся иметь дело, не представляют свой народ». На протяжении всей конференции президент «цеплялся за веру» в то, что именно он говорил от имени народных масс и что, если бы он только мог добиться их внимания — будь то французы, итальянцы или русские — они согласились бы с его взглядами. Президент также регулярно использовал примеры и аналогии с Южной Америкой — более знакомой для него зоной внешней политики. Так, по его мнению, ввод американских войск на Гаити, в Никарагуа и Доминиканскую Республику был направлен на поддержание порядка и помощь демократии: «Я собираюсь научить граждан южноамериканских республик выбирать [во власть] хороших людей!» При этом он редко упоминал, что ввод войск также способствовал защите Панамского канала и американских инвестиций в регионе. Вильсон также «был озадачен», когда граждане Мексики не разделили его мнения о том, что высадка американских войск на территорию страны была направлена на то, чтобы «процессы самоуправления не прерывались и не откладывались».
Вильсон регулярно проявлял умение «игнорировать факты»: в ходе мирной конференции он заявил, что никогда не видел секретных соглашений, заключённых странами Антанты в годы войны, — хотя британский министр иностранных дел Артур Бальфур ещё в 1917 году ознакомил его с Лондонским договором 1915 года.
Сами США к концу войны были гораздо более могущественным государством, чем в 1914 году: только в Европе было расквартировано более миллиона американских военнослужащих, а флот США начал соперничать по размеру с британским. Граждане США были склонны считать, что именно они выиграли войну за своих европейских союзников, а их страна стала банкиром для европейцев: европейские государства были должны американскому правительству более 7 миллиардов долларов США, а американским банкам — примерно вдвое больше. По мнению юрисконсульта президента, Дэвида Хантера Миллера (англ. David Hunter Miller), «Европа обанкротилась финансово, а её правительства — морально. Простой намёк на уход Америки (…) приведёт к падению всех правительств в Европе без исключения и к революции во всех европейских странах — разве что с одним исключением».

#### «Самоопределение народов»
Из всех идей, которые Вильсон привёз в Европу, концепция «самоопределения народов» (см. Четырнадцать пунктов Вильсона) была одной из самых противоречивых и туманных. Так, во время мирной конференции глава американской миссии в Вене неоднократно направлял в Париж и Вашингтон просьбы подробнее раскрыть данный термин — ответа он так и не получил. Многочисленные общие формулировки, рождавшиеся в Белом доме, — «автономное развитие», «право тех, кто подчиняется власти, иметь голос в правительстве», «права и свободы малых наций», «миролюбивые нации, которые, как и наша, желают жить своей жизнью и определять свои собственные институты», — не добавляли ясности. Даже Лансинг задавался вопросом, действительно ли Вильсон намеревался сделать так, чтобы у любого народа, который называл себя нацией, было своё отдельное государство?
Когда президент говорит о „самоопределении“, какую единицу он имеет в виду? Он имеет в виду расу, территориальный район или общину?— Лансинг
Аналогия с государственным устройством США также вызывала вопросы, поскольку многие из участников конференции помнили о кровопролитной Гражданской войне между Севером и Югом, закончившейся только полвека назад. Судьба национальных «подгрупп», вроде украинцев-католиков или поляков-протестантов, тоже была неясна, поскольку возможность разделения народов на «нации» представлялась бесконечной, особенно в Центральной Европе, где многотысячелетняя история сформировала богатую смесь религий, языков и культур.
Одним из решений было оставить вопрос о «самоопределении» экспертам, поручив им изучить историю, статистику и проконсультироваться с местными жителями. Другое, более очевидное и явно демократическое решение, которое распространилось в международных отношениях ещё со времен Французской революции, заключалось в том, чтобы предоставить местным жителям возможность выбора пути развития — путём плебисцита с тайным голосованием под контролем того или иного международного органа. Но и тут возникал целый ряд вопросов: Кто имел право голоса? Только мужчины или также женщины? Только фактические жители, или только те, кто родился в спорной местности? А что, если местные жители незнакомы с концепцией «нации»? Разумеется, сам Вильсон не нёс ответственности за распространение национальных движений, начавшееся в конце XVIII века, но, по мнению министра иностранных дел Италии Сиднея Соннино, «война, несомненно, вызвала чрезмерное усиление „чувства национальной принадлежности“, а, возможно, Америка способствовала этому, выдвинув данный принцип на первый план».
Вильсон, умело и настойчиво используя сильные позиции США, добился на конференции ряда серьёзных успехов, несмотря на то, что встретил в лице Клемансо и Ллойд Джорджа весьма опытных дипломатических соперников. Они не могли простить ему свои неудачи; поэтому в отместку они характеризовали его как деятеля, совершенно не искушённого в вопросах дипломатии и к тому же наивно вообразившего, что он действительно призван спасти мир. «Я думаю, — писал о Вильсоне Ллойд Джордж, — что идеалистически настроенный президент действительно смотрел на себя как на миссионера, призванием которого было спасение бедных европейских язычников…».
Какое незнание Европы и как трудно находить с [Вильсоном] общий язык! Он верит, что всё можно решить по теоретическим формулам и его четырнадцати пунктам. Сам Господь Бог удовлетворился десятью заповедями. Вильсон милостиво одарил нас сразу четырнадцатью пунктами… четырнадцатью заповедями самой пустой теории!— Клемансо

#### Лига Наций и роль США
Находясь на пути в Европу, Вильсон провёл большую часть своего времени на встречах с экспертами, где обсуждал вопрос, наиболее волновавший его: необходимость найти новый способ управления международными отношениями. В «Четырнадцати пунктах» от января 1918 года и в последующих выступлениях он уже сформулировал контуры своих идей. «„Баланс сил“, — сказал он в речи „Четыре принципа“ в феврале 1918 года, обращённой к Конгрессу, — навсегда дискредитирован как способ сохранения мира (см. Причины Первой мировой войны): не должно больше существовать той тайной дипломатии, что привела Европу к политическим сделкам, поспешным обещаниям и запутанным альянсам, что в итоге завершились общемировой войной; мирные договоры не должны открывать дорогу для будущих войн; не должно быть возмездия, территориальных претензий и огромных контрибуций, выплачиваемых проигравшей стороной победителям (см. Франко-прусская война); должен существовать контроль над вооружениями — желательно, общее разоружение; суда должны свободно плавать по мировым морям; торговые барьеры должны быть снижены, чтобы народы мира стали более взаимозависимыми экономически».

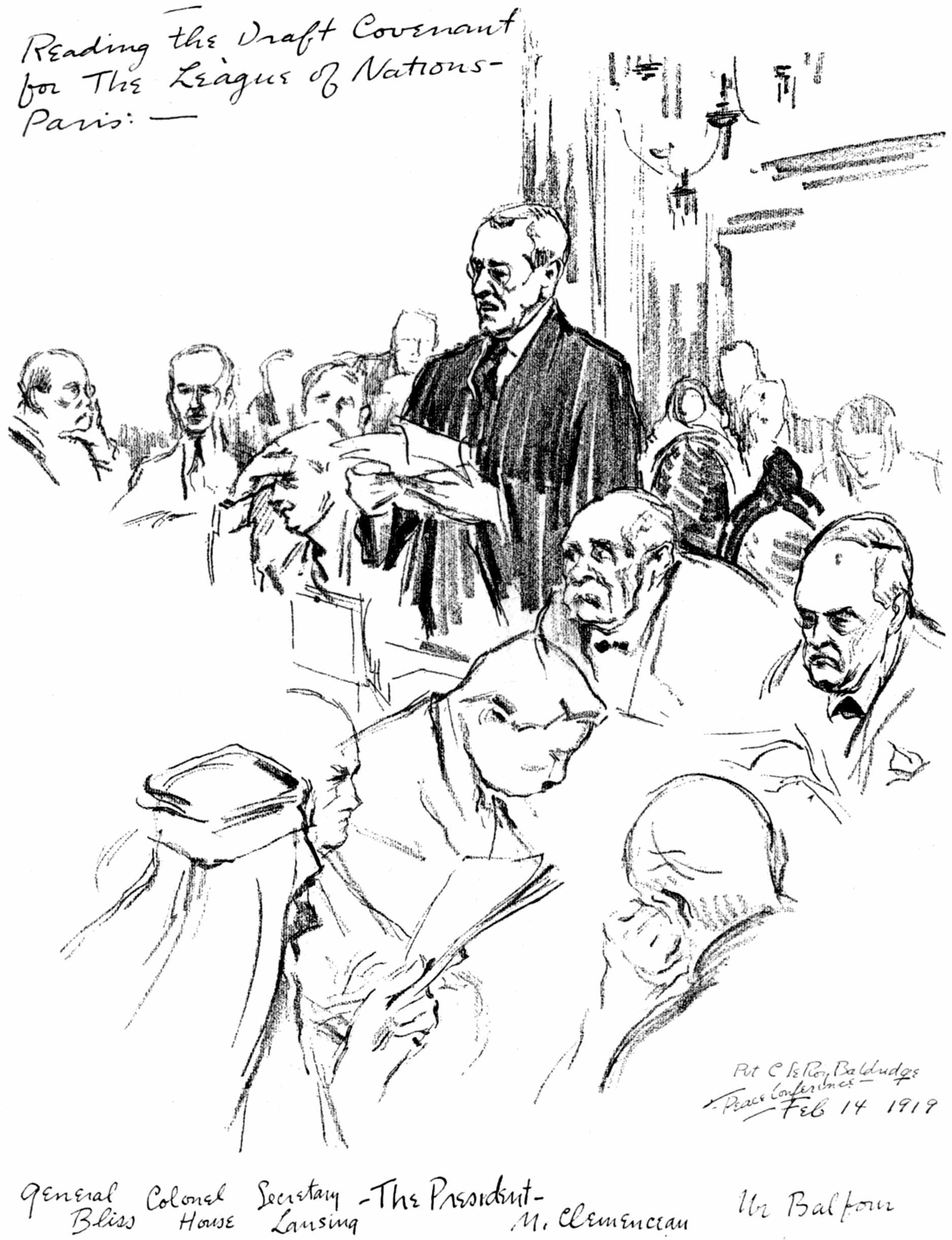
Вильсон зачитывает проект соглашения о Лиге Наций (14 февраля 1919). Справа от президента Клемансо и Бальфур. Рисунок Сайруса Болдбриджа

В основе будущего миропорядка, согласно Вильсону, должна была находиться Лига Наций — орган обеспечения коллективной безопасности, которую «в хорошо управляемом гражданском обществе» поддерживало правительство, законы, суды и полиция: «В случае неудачи [морально-экономического воздействия] преступная нация будет объявляться вне закона — а преступники сейчас непопулярны». Таким образом, Вильсон поставил под сомнение предположение, что лучший способ сохранить мир — это сбалансировать государства друг против друга, в том числе и через систему альянсов; что сила, а не коллективная безопасность, является способом сдерживания от нападения. Одновременно он предлагал альтернативу проекту, выдвигаемому марксистами и большевиками, уверенными в том, что мировая революция принесёт всеобщий мир, где конфликтов больше не будет как таковых. Кроме того, Вильсон полагал, что избранные народом правительства не склонны воевать друг с другом. Называя данные принципы «американскими», Вильсон одновременно рассматривал их и как «общечеловеческие», а самого себя — как говорящего от имени человечества. В этом проявилась и склонность граждан Нового Света того времени рассматривать свои ценности как универсальные, а своё устройство общественной жизни — как образец для всех остальных.
В целом отношение американской делегации к своим европейским партнёрам было сложным: в нём смешивались восхищение прошлыми достижениями Европы, убеждённость в том, что Антанта потерпела бы поражение без помощи со стороны США, и подозрение, что «коварные европейцы» готовят свои ловушки. Так, ещё до прибытия в Париж делегаты размышляли, что французы и англичане могут им предложить, дабы склонить на свою сторону: как африканские колонии, так и протекторат над Арменией или Палестиной были среди предлагавшихся вариантов.
Сын пастора, Вильсон прибыл на конференцию, по выражению Ллойд Джорджа, в роли миссионера, чтобы силой проповеди «спасти души язычников-европейцев». При этом в 1919 году, до того как постепенно начало складываться разочарование, мир был более чем готов слушать данную проповедь — и верить в мечту о лучшем мире, в котором народы будут жить в гармонии. Позиция Вильсона вызвала отклик не только среди европейских либералов и пацифистов, но и среди представителей политических и дипломатических элит. Так, секретарь Британского военного кабинета сэр Морис Хэнки (Maurice Hankey, 1st Baron Hankey) всегда имел при себе копию «Четырнадцати пунктов» в отдельном футляре, который хранил среди важнейших справочных материалов; по словам самого Хэнки, они были для него «моральной базой». По всей Европе площади, улицы, железнодорожные станции и парки переименовывали в честь Вудро Вильсона; в Италии солдаты становились на колени перед его изображением; во Франции левая газета «L’Humanité» выпустила специальный номер, в котором лидеры французских социалистов «соперничали друг с другом в восхвалении» американского президента.
То, что мне видится во всём этом, — всем сердцем надеюсь, что я неправ, — это трагедия разочарования— Вильсон

#### Из Бреста в Париж
Взоры всего мира в этот период были прикованы к Вильсону — автору «Четырнадцати пунктов», на которых, как ожидалось, будет построен мирный договор. В Европе Вильсону устраивали головокружительные встречи. В Париже его принимали восторженнее, чем маршала Фоша, которого здесь считали национальным героем. Вся пацифистская пресса поддерживала веру в спасительную миссию президента, противопоставившего свою «новую дипломатию» старой школе.
«Джордж Вашингтон» достиг французского порта Брест 13 декабря 1918 года — через месяц после подписанного перемирия. Американский конвой был встречен огромной «аллеей» из боевых кораблей британского, французского и американского флотов, а улицы города были увешаны лавровыми венками и флагами. Огромная толпа покрыла собой практически каждый сантиметр тротуара, каждую крышу, каждое дерево и каждый фонарный столб; регулярно раздавались крики «Vive l’Amerique! Vive Wilson!». Французский министр иностранных дел Стефан Пишон приветствовал президента США у трапа, после чего американская делегация села на ночной поезд, направлявшийся в Париж; когда в три часа ночи врач президента случайно выглянул в окно своего купе, то «видел не только мужчин и женщин, но и маленьких детей, стоящих с непокрытой головой, чтобы приветствовать наш проходящий мимо поезд».

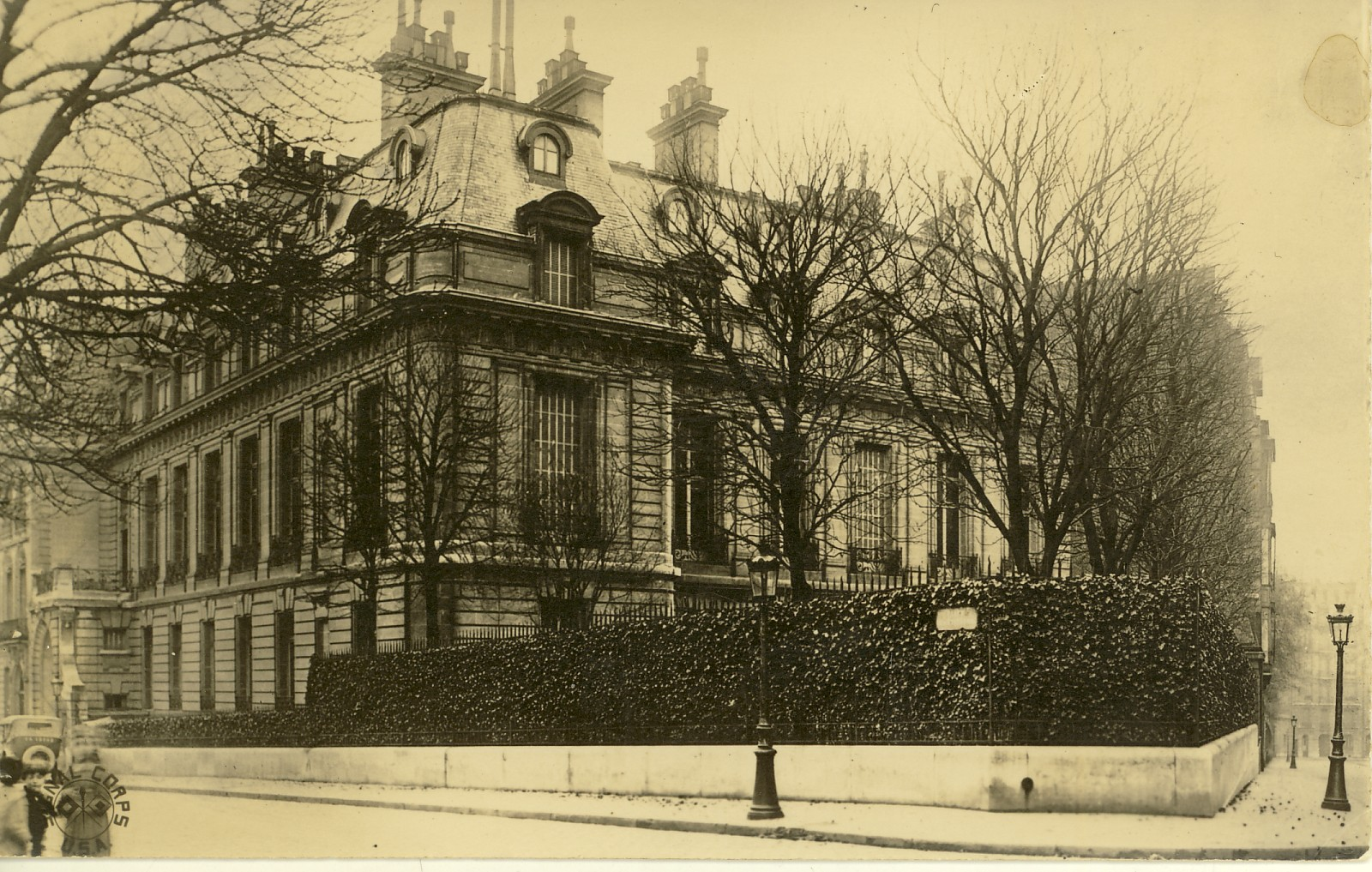
Резиденция Вильсона в Париже (около 1919)

Приём Вильсона в Париже был ещё более триумфальным. Премьер-министр Клемансо прибыл на вокзал вместе со своим правительством и давним политическим противником, президентом Пуанкаре. После этого американский президент и его жена проехали до своей новой резиденции в открытой карете через площадь Согласия и по Елисейским полям; сам Вильсон остался очень доволен таким приёмом.

### Первые встречи

#### Лондонская встреча
Когда полковник Хауз и президент Вильсон впервые встретились в Париже днём 14 декабря, предполагалось, что мирная конференция должна была официально начаться только через несколько недель — но «политические манёвры» уже начались. Так, Клемансо уже предложил британцам выработать общие принципы соглашения о мире, и европейцы, включая итальянцев, в начале месяца уже встретились в Лондоне. Подстраховывая себя, Клемансо предварительно посетил Хауза и заверил его, что лондонская встреча не имела особого значения: Клемансо пытался убедить Хауза, что сам он собирался в британскую столицу только для того, чтобы помочь Ллойду Джорджу выиграть предстоящие всеобщие выборы.
Встреча и впрямь не увенчалась успехом: как выяснилось, существенные разногласия по поводу территориальных требований Италии в Адриатике и различие во взглядах Великобритании и Франции по поводу судьбы Османской империи препятствуют формированию общеевропейского подхода. Кроме того, лидеры трёх держав колебались и не занимали определённых позиций, не желая создать у американского президента впечатление, что они пытаются договориться за его спиной.

#### Знакомство лидеров
Полковник Хауз разделял мнение Вильсона о роли Соединённых Штатов как арбитра на конференции и, без особых оснований, полагал, что Клемансо будет более удобным партнёром, чем Ллойд Джордж. Поэтому первым Вильсон встретился с Клемансо: в ходе этого разговора французский политик только слушал, вмешавшись в монолог американского лидера лишь однажды — для того, чтобы выразить своё одобрение концепции Лиги Наций. Вильсон остался доволен встречей, а Хауз, надеявшийся, что Франция и США создадут «общий фронт» против Британии, был в восторге. Затем семейство Вильсонов провело Рождество в американской штаб-квартире в окрестностях Парижа, вместе с генералом Джоном Першингом, после чего отправилось в Лондон.
В Британии Вильсона снова встретили огромные толпы людей, активно выражавших свою поддержку, но его личные переговоры с британскими лидерами не увенчались успехом — в частности, президент остался недоволен, что Ллойд Джордж и другие британские министры не приехали во Францию, чтобы приветствовать его; он также был раздражён тем, что из-за всеобщих выборов в Великобритании придётся отложить начало мирной конференции. Сложные отношения между США и её бывшей метрополией наложили отпечаток на отношение многих американцев, включая Вильсона, к Британии и её лидерам: сознавая роль британцев в формировании американских либеральных традиций, он всё же был склонен настороженно относиться к «владычице морей»:
Если Англия будет настаивать на сохранении военно-морского господства после войны, Соединённые Штаты могут и покажут ей, как следует строить военно-морской флот!— Вильсон в разговоре с Андре Тардьё
На торжественном приёме в Букингемском дворце Вильсон напрямую заявил британскому чиновнику (который сразу же передал данные замечания своим руководителям): «Вы не должны говорить о нас как о кузенах, а тем более — как о братьях; мы ни то, ни другое». Комментируя приём, Ллойд Джордж отметил, что «на нём не было ни проявлений дружбы, ни радости от встречи с людьми, которые были партнёрами в общем предприятии — и едва избежали общей опасности».
Ллойд Джордж, признававший первостепенную важность хороших отношений с США, решил очаровать Вильсона: и уже их первый личный разговор «растопил лёд». Ллойд Джордж с облегчением сообщил своим коллегам, что президент, похоже, был готов пойти на уступки по вопросам, которые британцы считали наиболее важными для себя: свобода мореплавания и судьба германских колоний. Как и в случае с Клемансо, Вильсона в разговоре больше занимал проект Лиги Наций. Лидеры англосаксонского мира также договорились следовать обычной практике и сесть за стол переговоров с Германией и другими побеждёнными государствами, чтобы составить мирные договоры. И Клемансо, и Ллойд Джордж указывали на необходимость для союзников выработать общую позицию до встречи с германской делегацией: формально отказавшись от проведения такой конференции, Вильсон согласился на «предварительные неформальные консультации» в течение «пары недель».
После этого президент продолжил свой путь в Италию, где получил ещё более восторженный приём. Одновременно, он начал задаваться вопросом, не было ли затягивание начала переговоров преднамеренным. Так, когда французское правительство попыталось организовать для него поездку по полям сражений, он отказался: «Они пытались заставить меня посетить опустошенные регионы, чтобы я увидел кровь и начал играть на стороне правительств Англии, Франции и Италии». Полагая, что новый мир должен быть построен без эмоций, Вильсон продолжил, что «даже если бы вся Франция была покрыта воронками от снарядов, это бы не изменило принципов окончательного урегулирования». Французская делегация была возмущена его отказом и не была полностью удовлетворена и после того, как он в марте всё же совершил кратковременную поездку.

#### Конфликт между США и Францией: «candeur» и «grandeur»
Постепенно Вильсон начал приходить к выводу, что он сам и французская делегация были не столь близки во взглядах, как его пытался убедить Хауз. Так, французское правительство разработало детальную повестку дня для будущей конференции, в которой Лига Наций заняла место в конце списка вопросов. Французский посол в Лондоне Поль Камбон открыто сообщил британскому дипломату, что «задача мирной конференции заключалась в том, чтобы положить конец войне с Германией», а создание Лиги вполне можно и отложить. Одновременно многие представители французской правящей элиты воспринимали Лигу как простое продолжение альянса военного времени — чья основная роль будет заключаться в контроле за соблюдением условий мира.
Клемансо проявил свой скептический настрой публично: на следующий день после выступления Вильсона с речью в Лондоне французский премьер выступил в Палате депутатов, заявив, что «существует старая система союзов, называемая „баланс сил“ — эта та система союзов, от которой я не собираюсь отказываться; она станет моим руководящим принципом на мирной конференции». В отношении же самого Вильсона Клемансо использовал термин фр. candeur, который можно перевести и как «откровенность», и как «наивность» («неискушенность»); официальный отчёт о речи превратил данный термин в фр. grandeur — «величие». Американская делегация восприняла речь Клемансо как прямой вызов.

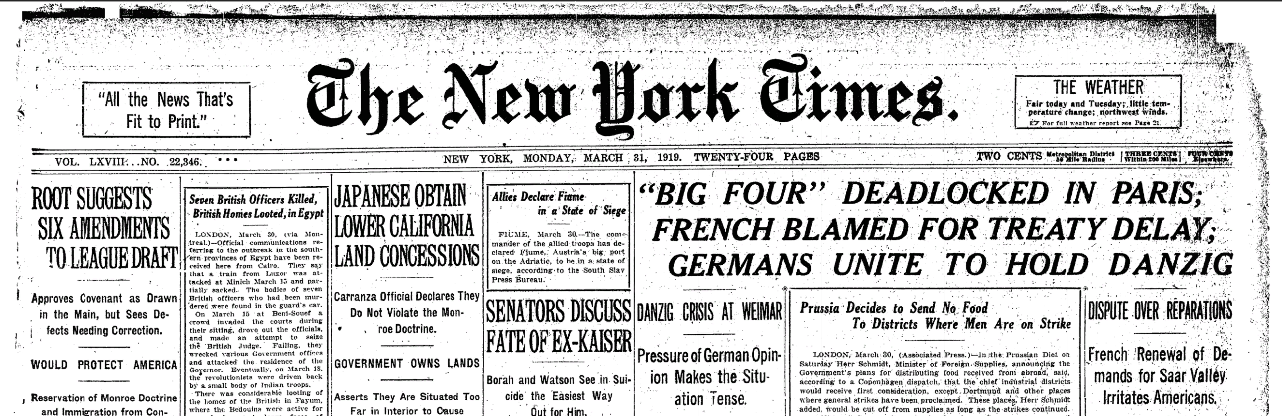
Передовица «The New York Times» от 31 марта 1919: «Большая четвёрка» в Париже зашла в тупик; французов обвиняют в затягивании мирных переговоров; немцы объединяются, чтобы удержать Данциг

В результате были посеяны семена того, что постепенно переросло в упрощённую и устойчивую картину хода конференции — особенно для широкой публики в США. В рамках неё, на пути у «чистого в мыслях и поступках» американского лидера, ведущего человечество к «светлому будущему», стоял «уродливый французский тролль», наполненный злостью и мечтающий только о мести. По мнению профессора Маргарет Макмиллан, реальность была далека от этой дихотомии: французского и американского лидера скорее разделяли темперамент и жизненный опыт. Если Вильсон полагал, что люди от природы «добры», то Клемансо сомневался в этом — за годы войны он пережил слишком многое. «Пожалуйста, не поймите меня неправильно, мы тоже пришли в мир с благородными намерениями и высокими устремлениями, которые Вы выражаете столь часто и так красноречиво. Мы стали теми, кто мы есть, потому что нас сформировала „жёсткая рука“ реальности, в которой мы должны были жить, и мы выжили в ней только потому, что мы и сами „жёсткие ребята“» — сказал однажды Клемансо Вильсону. Если американский президент родился в мире, где называть себя «демократом» было безопасно, то «я жил в мире, где было принято стрелять в демократа», продолжил Клемансо: «Я пришел к выводу, что правда на стороне сильного». Сам Клемансо не был против Лиги — он просто не вполне доверял ей; он хотел бы видеть более широкое международное сотрудничество, но история последних лет ясно показала важность «хранения пороха сухим». И в этом премьер-министр отразил широкий пласт французского общественного мнения — мнения общества, которое за прошедшие четыре года потеряло четверть мужчин в возрасте от восемнадцати до тридцати лет и которое в подавляющем большинстве с подозрением относилось к Германии и немцам.

#### Размещение делегации США
Ко второй неделе января Вильсон вернулся в Париж, где ожидалось начало «предварительной» конференции держав-победительниц; он проживал в престижном отеле «Hotel Murat», оплачиваемом правительством Франции, и шутил, что таким образом американцы пусть и косвенно, но всё же начали получать назад выданные в годы войны кредиты. Здание сохранило «имперскую» обстановку: британский журналист, пришедший взять интервью у демократически избранного лидера, был удивлён, обнаружив Вильсона, сидевшим за величественным столом времён Наполеона I — позади, над головой президента, находился огромный бронзовый орёл.
Остальная американская делегация разместилась в отеле «Hotel Crillon», также роскошном: американцы были в восторге от французской кухни, впечатлены внимательностью персонала и удивлялись медлительности старых гидравлических лифтов, регулярно зависавших между этажами. Поскольку сам отель был небольшим, офисы делегатов были разбросаны в зданиях по соседству. За месяцы, проведённые в Париже, американцы несколько изменили обстановку в гостинице: в ней была открыта парикмахерская, появилась сеть внутренних телефонных линий и «плотный» американский завтрак — вместо «лёгкого» французского. Охранники и часовые располагались как у дверей, так и на плоской крыше: «всё это было похоже на американский линкор, и там странно пахло» — писал молодой британский дипломат Гарольд Никольсон. Британские посетители были также удивлены тем, насколько серьёзно американцы следовали субординации: в отличие от британской делегации, старшие делегаты из США никогда не садились обедать вместе с младшими.
Лансинг и его коллеги — представители Уайт и Блисс — расположились в комнатах на втором этаже, но «истинный носитель власти» — полковник Хауз — разместился на третьем этаже (в самом обширном, как он сам отметил, и отдельно охранявшемся номере). Вильсон и Хауз разговаривали ежедневно: либо лично, либо по прямой линии, которую провели для них армейские инженеры. Иногда сам Вильсон приходил в «Hotel Crillon»: он никогда не останавливался на втором этаже и всегда сразу поднимался на этаж выше.

### Париж зимой 1918/1919

#### Выбор места проведения конференции
Ни британские, ни американские дипломаты не хотели, чтобы мирная конференция проходила в Париже: полковник Хауз писал в своём дневнике, что «даже в лучшем случае будет трудно добиться справедливого мира, но добиться его будет практически невозможно, находясь в атмосфере столицы воевавшей страны». Вильсон рассчитывал собрать коллег в Женеве — пока «панические» сообщения из Швейцарии не убедили его, что альпийская республика находилась на грани революции и была пронизана сетью германских шпионов. Клемансо был непоколебим в своем требовании собраться в Париже; в момент раздражения Ллойд Джордж сказал, что сам он «никогда не хотел проводить конференцию в этой чёртовой [французской] столице… но старик [Клемансо] кричал и протестовал так громко, что мы [с Хаузом] уступили».

#### Рестораны и проститутки, нищие и драки
По прибытии делегаты отметили элегантность парижанок, как будто «сошедших со страниц журналов „La Vie Parisienne“ или „Vogue“» — элегантность, сохранившуюся несмотря на долгие годы войны. Рестораны, если им удавалось раздобыть ингредиенты, были «изумительны» как и в довоенное время, а в ночных клубах города парочки продолжали танцевать фокстрот и танго. Зимой 1918/1919 годов погода была удивительно тёплой: трава оставалась зелёной, а несколько растений продолжали цвести; из-за обилия осадков Сена вышла из берегов. Уличные музыканты пели о великой победе Франции над Германией — и о грядущем новом мире.
Однако признаки только что закончившейся войны были повсюду: беженцы продолжали прибывать в город из разрушенных регионов на севере Франции, являвшихся когда-то промышленным центром страны; захваченные германские орудия стояли на площади Согласия и на Елисейских полях; груды щебня оставались там, куда попали германские бомбы и снаряды — один из кратеров отмечал место, где был розарий сада Тюильри. В рядах каштанов на улице Гран Бульвар имелись «прорехи» — некоторые деревья пустили на дрова. В соборе Нотр-Дам отсутствовали витражи, снятые в целях безопасности. В городе остро не хватало угля, молока и хлеба, а демобилизованные солдаты в изношенной военной форме просили милостыню на углах; почти половина женщин носила траур. Политическая ситуация также была сложной: в то время как левая пресса призывала к революции, правая — требовала репрессий. Забастовки и массовые акции протеста следовали одна за другим: улицы были заполнены как рабочими, так и представителями среднего класса, выходившими на контр-демонстрации.
В Париже, как и по всей Франции, американские офицеры неоднократно конфликтовали со своими французскими коллегами, а обычные солдаты — регулярно дрались на улицах и в кафе:
Основная проблема с Францией заключается в том, что для ее победа в войне была полностью фиктивна, а она пытается действовать так, как будто действительно выиграла войну — пытается заставить себя поверить, что это было именно так.
Одновременно многие делегаты «замечательно проводили время» во французской столице. Так канадский делегат Оливер Моват Биггар (англ. Oliver Mowat Biggar) писал своей жене, оставшейся в Канаде, как по субботам он ходит на танцы и в оперу — где на некоторых представлениях выступали полуголые исполнительницы — и сколь красивы французские проститутки. Предложение миссис Биггар немедленно приехать к нему вызвало у делегата серьёзные сомнения, связанные, по его словам, с дороговизной парижского жилья, нехваткой в городе еды и топлива, а также с надвигающейся революцией, которая должна была вскоре охватить Европу; в итоге, миссис Биггар осталась в Канаде.

### Клемансо и французская делегация
В ходе мирной конференции Клемансо лично следил за всеми важными темами и вопросами: хотя формально в делегацию входили многие чиновники и эксперты, которых удалось разыскать, сама делегация не собиралась ни разу в течение первых четырёх месяцев конференции. Клемансо редко обращался и к специалистам Министерства иностранных дел, располагавшегося на набережной Орсе — что вызывало их раздражение. Он также не обращал большого внимания и на результаты работы экспертов из французских университетов, составлявших для него доклады об экономических и территориальных вопросах: «… [Клемансо] принимает по пятьдесят человек в день и вникает в тысячу деталей, которые он должен был бы оставить своим подчинённым».
Министр иностранных дел Пишон каждое утро получал наставления от Клемансо и послушно исполнял их. Однажды Клемансо — по легенде потребовавший похоронить себя стоя, лицом в сторону Германии — просто выгнал всех членов французской делегации с заседания, со словами: «Пошли прочь! Никто из вас мне не нужен!» Если Клемансо иногда и обсуждал с кем-то проблемы конференции, то это происходило вечером в его доме, в присутствии небольшой группы «близких» ему людей, в которую входили его постоянный помощник генерал Анри Мордак, будущий премьер-министр Андре Тардьё и предприниматель Луи Лушер (фр. Louis Loucheur). Клемансо также приказал полиции наблюдать за каждым из них и по утрам давал им[кому?] возможность ознакомиться с досье, содержавшим подробности их перемещений за предыдущий день. Клемансо «старательно игнорировал» президента Раймона Пуанкаре, отношения с которым граничили с взаимной «ненавистью»: «В мире есть только две совершенно бесполезные вещи: первая — аппендикс, вторая — Пуанкаре!» — говорил Клемансо, обучавшийся на врача.
[Клемансо] любил Францию, но ненавидел всех французов— Ллойд Джордж
Никогда не отличавшийся активной социальной жизнью, уже не молодой французский лидер, в отличие от своих коллег по «Большой четвёрке», редко участвовал в обедах и иных неофициальных мероприятиях, проходивших в дни конференции: это вызывало сожаление у других участников; Клемансо лишь изредка приходил на чаепитие к Ллойд Джорджу. 29 декабря 1918 года Клемансо попросил себе вотум доверия от парламента, не согласившись поделиться с депутатами своими планами и предполагаемыми требованиями к Германии: голосование прошло 398 к 93 в его пользу.

### Ллойд Джордж и британская делегация

#### Метрополия
11 января 1919 года премьер-министр Великобритании Дэвид Ллойд Джордж переправился через Ла-Манш на британском эсминце: с его прибытием в Париж все три ключевых миротворца наконец оказались в одном месте. Хотя либерал Ллойд Джордж только что выиграл всеобщие выборы, его правительство было коалиционным и состояло преимущественно из консерваторов, что делало политическую позицию самого премьера неустойчивой и давало шансы вернуться его предшественнику — Генри Асквиту. Кроме того, основатель первой британской массовой деловой газеты «Daily Mail» Альфред Хармсворт — чьи приступы мании величия регулярно сменялись приступами паранойи, на фоне первых признаков третичного сифилиса — полагал, что «создал» Ллойд Джорджа своей поддержкой в прессе; рассчитывая на место в делегации и не получив его, Хармсворт полагал себя обманутым[значимость факта?]. Ирландская проблема также не исчезла с окончанием боевых действий на континенте.
Конец войны породил в британском обществе «огромные и иррациональные» ожидания: люди массово полагали, что в самое ближайшее время их зарплаты и пособия будут расти, а налоги — снижаться. Профессор МакМиллан полагала характерным то, что самой популярной книгой 1919 года в Британии стал комический роман «Юные посетители», написанный ребёнком[значимость факта?]. Все эти проблемы предстояло решать Ллойд Джорджу, проделавшему долгий путь от родной деревни на севере Уэльса до кресла премьер-министра и успевшему на этом пути неоднократно поучаствовать как в сомнительных финансовых операциях, так и в романах с замужними женщинами. [значимость факта?]
Отмечавшаяся как недругами, так и сторонниками, «энергичность» Ллойд Джорджа сочеталась в нём с обаянием и невежеством, а также с яркими ораторскими способностями (на фоне саркастических речей Клемансо и «проповедей» Вильсона). Однажды в ходе мирной конференции Кейнс и его коллега осознали, что они ошиблись, передавая премьеру данные по Адриатике. Они поспешно изложили пересмотренную позицию на листе бумаги и поспешили в зал заседаний — где обнаружили, что Ллойд Джордж уже начал выступление на эту тему. Премьер бегло взглянул на листок и, без паузы, постепенно изменил аргументы в своей речи — в результате заняв позицию, противоположную той, с которой он начинал своё выступление.
Для Ллойда Джорджа каждое утро было не просто новым днем, а новой жизнью — новым шансом.
[значимость факта?]
В Париже Ллойд Джордж пытался максимально игнорировать британское министерство иностранных дел, полагаясь на собственный штат из «талантливых» молодых людей, не отличавшихся аристократическим происхождением. Лондонских бюрократов особенно возмущал личный секретарь премьер-министра — Филипп Керр — взявший на себя «ненавистное» для Ллойд Джорджа чтение меморандумов и официальную переписку. Профессиональные дипломаты не были довольны и тем, что министр иностранных дел лорд Керзон не вошёл в состав парижской делегации.
В то же время Ллойд Джордж и британские миротворцы понимали, что проблемы Империи велики — и регулярно появляются новые, такие как Индия и Египет. Бремя власти над громадной территорией тяжело сказывалось на экономическом положении метрополии, в особенности после того как мировой финансовый центр переместился в США. Отличавшийся оптимизмом премьер полагал, что хорошие отношения с Соединёнными Штатами помогут компенсировать текущую британскую слабость; а, возможно, американцы возьмут на себя и часть ответственности за некоторые стратегически важные регионы мира — например, проливы Босфор и Дарданеллы.

#### Колонии и доминионы
Ещё в 1916 году — вскоре после того, как он стал премьер-министром — Ллойд Джордж сообщил Палате общин, что пришло время официально посоветоваться с властями доминионов и Индии о том, как лучше выиграть войну: он создал Имперский военный кабинет (англ. Imperial War Cabinet, IWC). Этот жест получил поддержку как в колониях, посылавших в Европу миллионы солдат, так и в метрополии — где «снисходительное презрение» к грубости жителей колоний сменилось энтузиазмом по отношению к их смелости и энергичности, проявившихся на полях сражений. Теперь власти доминионов ждали, что с ними проведут консультации по вопросам будущего мира.
Первоначальный план Ллойд Джорджа о включении премьер-министра одного из доминионов в качестве члена британской делегации, состоявшей всего из пяти человек, не нашёл поддержки в связи с «взаимной ревностью» среди самих руководителей доминионов. Так, канадский премьер Роберт Борден угрожал «собрать чемоданы» и отправиться на родину, чтобы созвать экстренное заседание парламента, если Канаде не будет дано полноценное представительство. В итоге, уже 12 января одним из первых вопросов, которые Ллойд Джордж поставил перед американскими и французскими коллегами, было полноценное представительство каждого из британских владений (помимо одного «общедоминионного» делегата среди пяти британских представителей). Клемансо и Вильсон, видя в представителях доминионов только «лондонских марионеток» и воспринимая подобное предложение как желание Британии забрать себе большинство голосов, холодно отнеслись к этой идее; попытка найти компромисс, предоставив каждому доминиону по одному голосу (вместо пяти) — наравне с Сиамом и Португалией — вызвала «бурю негодования» уже со стороны руководителей доминионов. Итоговым решением стало включение от Канады, Австралии, Южной Африки и Индии по два полномочных представителя, а от Новой Зеландии — одного. Изменение названия делегации с «британской» на «делегацию Британской империи» стало ещё одной маленькой «победой» доминионов.

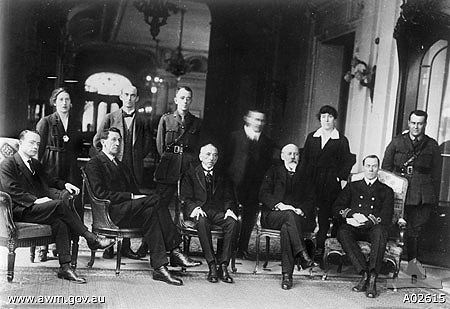
Австралийская делегация в Париже. Премьер-министр Билли Хьюз сидит в центре

Ллойд Джордж — который в принципе был за «самоуправление» имперских территорий — обнаружил, что реальность может быть «несколько неловкой»: в частности, когда Хьюз открыто заявил на заседании Совета, что Австралия может и не вступать в следующую войну, в которую вступит Британская империя. (Попытка отредактировать это замечание в итоговом протоколе привела к тому, что теперь уже представитель Южной Африки сделал аналогичное заявление.) Французские представители неожиданно для себя увидели, что могут использовать представителей доминионов в своих интересах. Хауз пошёл дальше и задумался о возможности ускорения «окончательного распада Британской империи»: «Британия вернулась бы туда, откуда начала — разместившись только на собственных островах».

#### Размещение
Имея в составе более чем четыре сотни человек — чиновников, советников, служащих и машинисток — британская делегация заняла сразу пять парижских отелей, расположенных возле Триумфальной арки. Самым крупным из них — и фактическим центром — был отель «Majestic», в довоенные дни популярный среди состоятельных бразильских женщин в их европейских шопинг-турах. Для защиты от шпионов (разумеется, французских, а не немецких) британские власти заменили весь персонал отеля — включая поваров — на англичан из региона Мидлендс. Цена подобной замены была высока: питание делегатов стало соответствовать стандартам респектабельной железнодорожной гостиницы в центре Англии — каша с яйцами и беконом по утрам, много мяса и овощей на обед и ужин, а также — плохой кофе весь день. Жертва была ещё и бессмысленна, как полагали сами делегаты — поскольку все их офисы, наполненные конфиденциальными бумагами, находились в отеле «Astoria», где персонал остался французским.
Безопасность и конфиденциальность достигли степени одержимости среди делегатов: так, их письма в Лондон отправлялись спецслужбами — в обход французского почтового отделения — а детективы из Скотленд-Ярда, охранявшие вход в «Majestic», требовали от миротворцев носить с собой пропуска с фотографией. Делегатам настойчиво предлагали разрывать выброшенные ими в мусорные корзины бумаги на мелкие кусочки, поскольку было известно, что успех Талейрана в ходе Венского конгресса был во многом связан с тем, что его агенты усердно собирали выброшенные представителями других делегаций записки. Жёнам делегатов было разрешено питаться в отеле, но не останавливаться в нём — это было ещё одно наследие Венского конгресса, где, согласно официальной версии того времени, женщины были ответственны за утечку множества секретов.
При поселении в «Majestic» каждому постояльцу была выдана брошюра с правилами проживания: питание разрешалось только в установленные часы, а напитки нужно было оплачивать из собственного кармана — правительство оплачивало их, только если постоялец являлся жителем одного из доминионов или Индии; подобная система вызвала многочисленные комментарии среди британцев. Врач — по воспоминаниям Никольсона, являвшийся акушером — и три медсестры дежурили в больничной палате. Бильярдная и «зимний сад» располагались в подвале и являлись местами для отдыха. К отелю было приписано несколько автомобилей, которые следовало бронировать заранее. В брошюре было и предупреждение от том, что «телефонные разговоры будут прослушиваться посторонними лицами».
Сам Ллойд Джордж остановился в роскошной квартире на улице Rue Nitot (сегодня — Rue de l’Amiral-d’Estaing): украшенные работами английских художников XVIII века апартаменты были одолжены ему состоятельной англичанкой. С ним поселились его дочери, Филипп Керр и Фрэнсис Стивенсон — учительница младшей дочери и, одновременно, многолетняя любовница премьера. Этаж выше занял Артур Бальфур, который по вечерам был вынужден наслаждаться любимыми валлийскими гимнами Ллойд Джорджа.

#### Британские интересы
Канадской делегации и её министру торговли, имевшему под контролем продовольствие на продажу, удалось заключить целый ряд соглашений со странами голодающей Европы: с Францией, Бельгией, Грецией и Румынией. Непрерывное обсуждение новых границ в Европе оказало влияние и на представителей Нового Света: канадские представители в неформальных беседах обсуждали с американскими коллегами возможность обмена Аляски на «что-нибудь в Вест-Индии» или на Британский Гондурас. Борден обсудил с Ллойд Джорджем возможность передачи Канаде управления Вест-Индией.

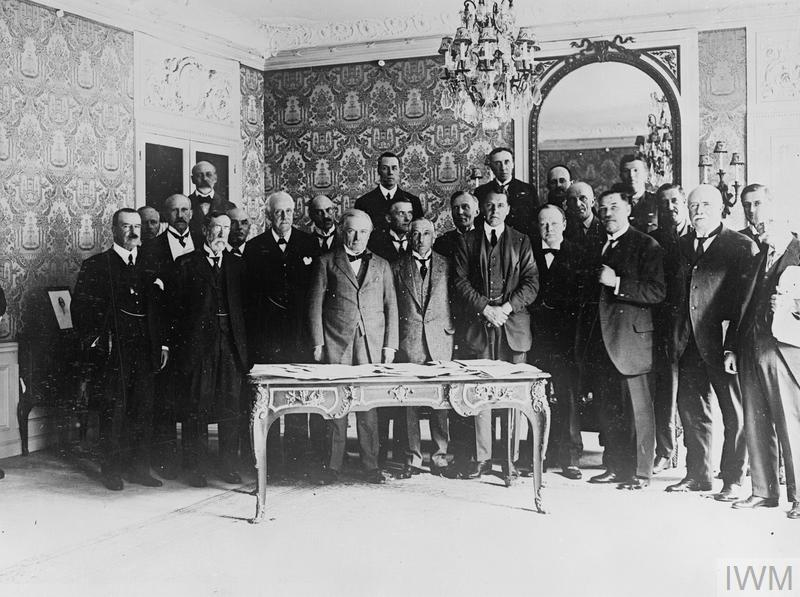
Делегация Британской империи (16 октября 1919). В центре — Дэвид Ллойд Джордж

Однако главной заботой канадских миротворцев было поддержание хороших отношений с Соединёнными Штатами — сближение позиций США и Великобритании: «кошмарным сном» Оттавы была потенциальная возможность для Канады оказаться на стороне Британии в военном конфликте последней с США. Африканские колонии Германии были темой размышлений представителей Южной Африки: Ян Смэтс выступал за включение как Восточной Африки, так и Юго-Западной Африки в состав Британской империи. Австралийские делегаты хотели аннексировать тихоокеанские острова, захваченные у Германии, и сохранить политику «Белой Австралии», которая позволяла им пускать на континент только белых иммигрантов; премьер-министр Хьюз открыто насмехался над идеей Лиги Наций и принципами президента Вильсона. Представители Новой Зеландии разделяли скептицизм своих австралийских коллег в отношении Лиги, хотя выражали это менее явно, и также хотели аннексировать некоторые из германских островов.
Индия была включена в Имперский военный кабинет вместе с самоуправляющимися владениями благодаря своей роли в войне, но её делегация не была похожа на делегацию независимой нации. Индию представлял секретарь Эдвин Монтегю (англ. Edwin Montagu), а два индуса — лорд Сатьендра Синха и махараджа Биканера — получили места[где?] за их преданность Империи. Обсуждения на тему, как «привести Индию к самоуправлению», были скорее «академическими» — поскольку разворачивались на фоне того как Индийский национальный конгресс, никак не представленный в Париже, фактически становился массовым политическим движением.
Наличие столь обширной делегации имело как плюсы, так и минусы для британцев: в то время как лидеры Канады и Австралии вполне успешно защищали британские интересы в комиссиях, занимавшихся формированием границ Греции, Албании и Чехословакии, ситуация существенно усложнялось, когда дело начинало касаться вопросов, в которых канадцы, новозеландцы или австралийцы имели собственные интересы. Ллойд Джордж же не проявлял особого энтузиазма в защите интересов доминионов перед своими европейскими партнёрами.

## Участники
Со стороны стран-победительниц в Первой мировой войне в конференции приняли участие 27 государств: основные — Соединённые Штаты Америки, Британская империя, Франция, Италия и Японская империя, а также — Бельгия, Китай, Боливия, Бразилия, Куба, Эквадор, Греция, Гватемала, Гаити, Хиджаз, Гондурас, Либерия, Никарагуа, Панама, Перу, Польша, Португалия, Румыния, Королевство Сербов, Хорватов и Словенцев, Сиам, Чехословакия, Уругвай; пять доминионов Великобритании (Ньюфаундленд, Канада, Южно-Африканский Союз, Австралия, Новая Зеландия) и приравненная к ним Индия — имели собственные делегации.

## Новый мировой порядок

### Совет Четырёх

#### Организация работы
12 января Ллойд Джордж встретился с Клемансо, Вильсоном и Орландо на набережной Орсе — в здании французского министерства иностранных дел. Каждого лидера сопровождал его министр иностранных дел и несколько советников; на следующий день, согласившись с пожеланиями британцев, к группе присоединились два представителя Японии. Так образовался «Совет Десяти», хотя большинство современников продолжило называть его «Верховный совет» — по аналогии с Верховным советом Антанты (ВСА) военного времени. Представители малых государств-союзников и нейтральных стран не были приглашены. В конце марта, в дни решающих дипломатических переговоров конференции, Верховный совет отбросил как министров иностранных дел, так и японских делегатов, став «Советом четырёх» (Ллойд Джордж, Клемансо, Вильсон и Орландо).
Комплекс грандиозных зданий на набережной Орсе пережил Вторую мировую и нацистскую оккупацию практически в неприкосновенности — архитектурный ансамбль сохранил свою исходную структуру, созданную в середине XIX века. [значимость факта?] Верховный совет заседал в кабинете министра иностранных дел Франции (зал фр. de l'Horloge), стены которого украшали резные деревянные панели и гобелены XVII века; зелёные шёлковые шторы и электрическое освещение дополняло интерьер. Клемансо, находившийся в роли хозяина, председательствовал в кресле перед огромным дровяным камином; его коллеги получили по небольшому столику для бумаг. У Вильсона, как единственного формального главы государства, кресло было на несколько дюймов выше, чем у остальных.

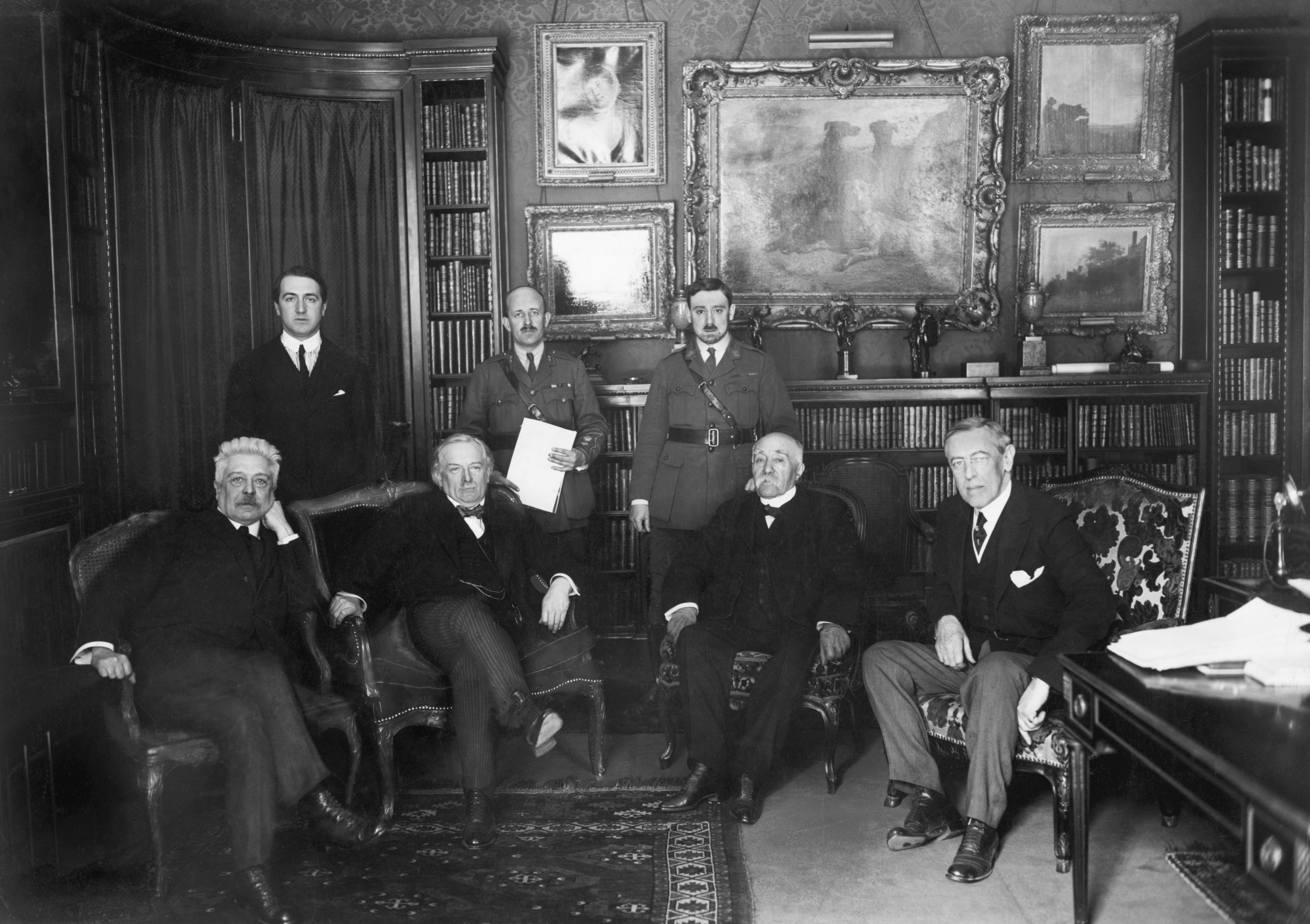
«Большая четвёрка» во время одного из заседаний: Орландо, Ллойд Джордж, Клемансо, Вильсон (1919)

Верховный Совет довольно быстро разработал процедуру для собственной деятельности: преимущественно он заседал один раз в день, хотя иногда заседания проходили дважды или трижды в сутки. Перед заседаниями составлялась повестка дня, но Совет также решал вопросы и по мере их возникновения. В комнате обычно было очень жарко, поскольку французы «ужасались» предложениям открыть окна. По воспоминаниям многочисленных петиционеров и членов делегаций, Клемансо сидел со скучающим выражением лица, часто глядя в потолок; Вильсон ёрзал на стуле, вставая время от времени, чтобы размять ноги; скучавший Лансинг рисовал карикатуры; Ллойд Джордж много и громко разговаривал, шутил и активно комментировал события. Официальный переводчик, Поль Жозеф Манту, переводил с французского на английский и обратно: его переводы чужих просьб и требований были столь эмоциональны, что иногда Совету казалось, что он просит что-то для себя лично. Поскольку Клемансо владел английским, а министр иностранных дел Италии Соннино также говорил вполне сносно, разговоры между «четверкой» часто велись именно на английском языке. Каждый день слуги приносили в зал чай и миндальное печенье. [значимость факта?]

#### Время и подготовка
Скорость принятия решений была важным фактором: члены Верховного Совета осознавали, что по мере демобилизации вооружённых сил стран Антанты их власть сокращалась — так, генерал Першинг полагал, что уже к 15 августа все американские солдаты вернутся из Европы в США. После окончания войны прошло уже два месяца, и граждане, не вовлечённые в сложности организации конференции, удивлялись, почему было сделано так мало. Внезапность перемирия привела к тому, что союзники — полагавшие, что война затянется ещё как минимум на год — не были по-настоящему готовы к мирным переговорам. Психологическая составляющая — сложность отхода от лозунга «Всё для победы!» — также играла свою роль.

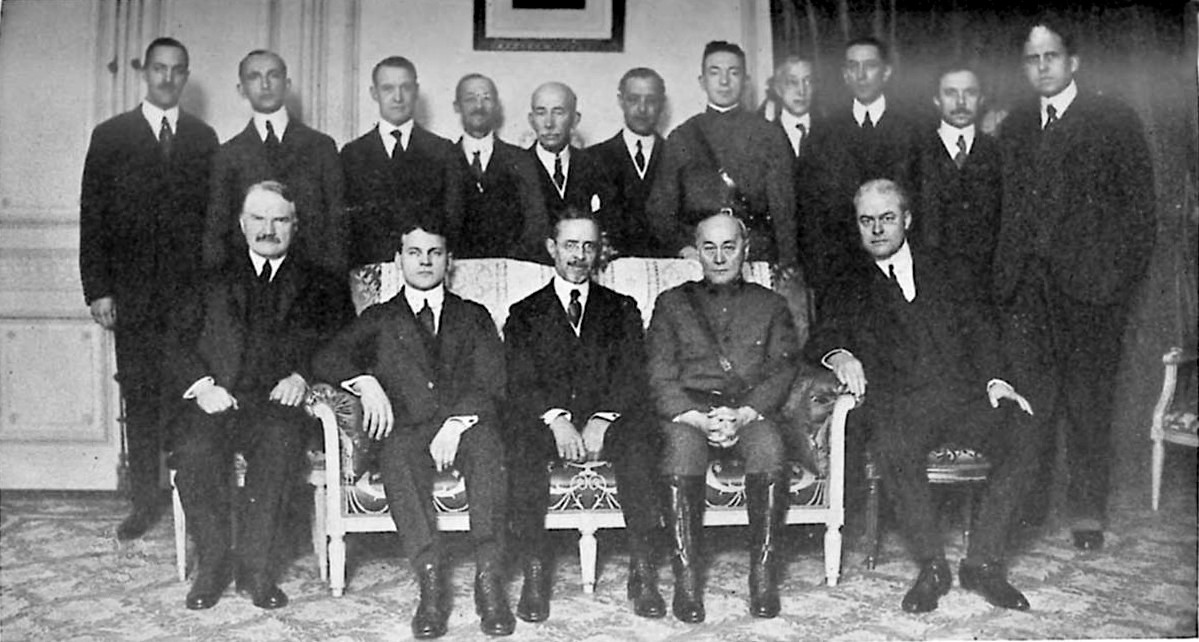
Представители «The Inquiry» на Парижской мирной конференции (1919)

Некоторые попытки задуматься о мире всё же имели место и в годы войны: британский орган «British special inquiry», созданный в 1917 году, французский комитет «Comité d'études», образованный в том же году, и наиболее масштабная группа «The Inquiry», созданная под руководством Хауза в сентябре 1917 года, разрабатывали планы и выдвигали идеи. К недовольству профессиональных дипломатов, в американский «Inquiry» вошли внешние по отношению к МИД эксперты: от историков до миссионеров. Именно они подготовили подробные исследования и многочисленные карты, которые составили шестьдесят отдельных отчётов только по Дальнему Востоку и Тихому океану; преимущественно в отчётах содержалась полезная информация, но были и сведения о том, например, что в Индии «подавляющее большинство незамужних людей составляют дети». По ходу конференции лидеры союзников не уделили особого внимания ни одному из подготовленных исследований.

#### Процедуры и секретариат
Обсуждение процедур заняло значительное время в ходе первой недели Конференции. Британское министерство иностранных дел подготовило «яркую и красочную» диаграмму, напоминавшую модель Солнечной системы, в центре которой расположился Верховный Совет: Ллойд Джордж рассмеялся вслух, когда впервые её увидел. Французские делегаты составили и распространили детальную повестку дня со списками проблем для решения, ранжированными по степени важности. Поскольку урегулирование проблемы мира с Германией стояло в повестке на первом месте, а Лига Наций едва упоминалась — Вильсон, при поддержке Ллойда Джорджа, отклонил её. Автор повестки, Тардье, увидел в этом «инстинктивное отвращение англосаксов к систематизированным конструкциям латинского ума». Верховному совету удалось выбрать секретарём Совета французского младшего делегата Поля Дутаста (Paul Dutasta), который, по слухам, являлся незаконнорождённым сыном Клемансо. Британский чиновник, Хэнки, который стал заместителем Дутаста, вскоре взял на себя большую часть секретарских функций.

#### Страны и голоса
Ещё в декабре 1918 года французский МИД разослал приглашения принять участие в конференции практически во все страны мира — от Либерии до Сиама. К январю в Париже собрались представители 29 стран — и все они ожидали принять участие в переговорах. Клемансо был готов передать делегатам от «малых держав» «безвредные» вопросы — такие как вопросы о международных водных путях. Вильсон, всё ещё полагавший, что находится на «предварительной» и неофициальной конференции, предпочёл бы не создавать никаких формальных структур, «а только вести частные разговоры». Апеллируя к общественному мнению, не готовому к затягиванию процесса, Клемансо полагал, что лица, «которые уже собрались в Париже, должны что-то делать». Ллойд Джордж предложил компромисс (первый из многих с его стороны): в конце каждой недели будет проходить пленарное заседание всех стран-участниц; в течение недели только Верховный Совет будет проводить свои заседания.
Небольшие страны также выдвигали свои требования. Так, Португалия, которая отправила 60 000 своих солдат на Западный фронт, посчитала возмутительным, что у неё должен быть только один официальный делегат, в то время как у Бразилии, которая направила на фронт одно медицинское подразделение и несколько лётчиков, их было сразу три. Британия поддержала требование Португалии, а США встали на сторону Бразилии. Признание в Париже, центре мировой политической власти 1919 года, было важно для многих государств — однако, оно было жизненно необходимо тем, кого миротворцы называли «государства, находящиеся в процессе своего формирования». С практически одновременным распадом Российской, Австро-Венгерской и Османской империй таких было множество.

#### Внимание общественности и СМИ
Верховный Совет сразу же столкнулся с пристальным вниманием к своей работе со стороны общественности и СМИ: ещё за несколько недель до начала конференции в Париж прибыли сотни журналистов. Французское правительство выделило им роскошный пресс-клуб, расположившийся в доме парижского миллионера. Пресса — в основном мужчины, хотя было аккредитовано и несколько женщин — не проявили своей благодарности: журналисты высмеивали «пошлость декора» и жаловались на режим секретности вокруг переговоров, не соответствовавший, по их мнению, букве и духу «Четырнадцати пунктов». Многие журналисты и их читатели ожидали общественного контроля за самим ходом переговоров, а не только отсутствия итоговых секретных договорённостей. Представители прессы требовали права присутствовать на заседаниях Верховного Совета или, по крайней мере, ежедневно получать резюме происходивших там обсуждений.
Клемансо сказал генералу Мордаку, что он сам, активный публицист, всегда боролся за свободу прессы, но и у такой свободы должны быть пределы. Было бы «настоящим самоубийством» позволить прессе освещать дискуссии в Верховном Совете. Если это произойдёт, прокомментировал Ллойд Джордж, конференция будет продолжаться вечно: британский премьер предложил, чтобы члены Совета выпустили совместное заявление для прессы, в котором говорилось бы, что процесс принятия решений между державами будет долгим и деликатным — и что они не хотят разжигать ненужные страсти, обнародуя свои разногласия. Вильсон согласился — а американские журналисты начали жаловаться, что Ллойд Джордж и Клемансо, вдали от внимания общественности, «затянут президента США в свои путы». Некоторые журналисты даже угрожали покинуть Париж, но немногие так поступили.

## «Русский вопрос»

### Обязательства и неизвестность
Уже на первом заседании 18 января внешние наблюдатели отметили отсутствие ряда участников: так, греческий премьер-министр Венизелос не прибыл, поскольку был недоволен, что у Сербии было больше делегатов; канадского премьер-министра оскорбило то, что премьер-министру небольшого Ньюфаундленда было отдано старшинство; японские представители просто не успели ещё прибыть. Но ничто из этого, по мнению современников, не было сопоставимо с отсутствием представителей от бывшей Российской империи, понёсшей за годы войны огромные потери и внёсшей — как многие тогда полагали — решающий вклад в приостановку германского наступления во Франции в начале войны.
В 1917 году союзники направили в Россию свои войска — в попытке поддержать своего распадающегося союзника (сохранить Восточный фронт против Центральных держав) и защитить уже поставленное вооружение; но в марте 1918 года новое большевистское правительство в Петрограде заключило сепаратный мир со странами Четверного союза. Направление дальнейших действий было неясно для лидеров союзников: Следовало ли оставить солдат Антанты на территории бывшей Российской империи? Следовало ли напрямую свергнуть большевиков? Или можно было просто поддерживать их разнородных противников: монархистов, либералов, анархистов, социалистов и националистов?
Проблемой было и получение информации: слухи о ситуации в РСФСР («убийства офицеров», «расстрел царя», «массовые убийства помещиков», «вооруженные подростки на улицах городов» и т. д.) распространялись по Парижу, но их было нелегко подтвердить или опровергнуть. Новый режим оказался под фактической блокадой: власти большинства государств прекратили торговлю с большевиками и к лету 1918 года отозвали своих дипломатов; к началу 1919 года почти все корреспонденты иностранных газет покинули советскую территорию; наземные пути сообщения были перерезаны в результате боевых действий, а телеграммы шли дни или недели — если вообще доходили до адресата. К тому времени, когда конференция была созвана, единственным надёжным каналом для сообщения с Петроградом и Москвой был Стокгольм, где большевики имели своего представителя. В итоге, во время конференции миротворцы знали о России «примерно столько же, сколько и о тёмной стороне Луны»: так, британское правительство опубликовало официальное сообщение, основанное на словах «очевидцев», в котором утверждалось, что большевики «национализировали женщин» и поместили их в «комиссариаты свободной любви» и что церкви в России превращены в бордели.
Россия была джунглями, в которых никто не мог сказать, что было в нескольких ярдах от него.— Ллойд Джордж
Юридически — как полагал, например, Клемансо — у союзников не было обязанности приглашать российских представителей, поскольку новое правительство «предало дело союзников, оставив Францию на милость немцев». Владимир Ленин, согласившись на сепаратный мир в Брест-Литовске, отдал огромные ресурсы Германии и её союзникам, Германия также получила и возможность перевести сотни тысяч солдат на Западный фронт. Подобные действия, по мнению Клемансо, освободили союзников от всех обязательств перед Россией, включая и ранее данные обещания передать ей контроль над Черноморскими проливами. С другой стороны, формально Российская империя оставалась союзником и всё ещё находилась в состоянии войны со странами Четверного союза — а в ноябре 1918 года, в рамках условий перемирия, немцы были вынуждены отказаться от всех условий Брест-Литовского мирного договора; и Ллойд Джордж высказывался за приглашение представителей Советской России в состав миротворцев — он мотивировал это в том числе и тем, что «британское правительство уже совершало эту ошибку после Французской революции — когда оно поддерживало аристократов-эмигрантов».
В результате отсутствия общего решения, участники конференции столкнулись с целым рядом трудностей, а их обсуждения зачастую становились «рекурсивными»: при обсуждении того или иного вопроса все соглашались, что он не может быть окончательно решён до тех пор, пока не будет принята общая политика в отношении России — после чего, вместо решения «русского вопроса», участники переходили к другой теме. Так, представители Финляндии, стран Балтии, Польши, Румынии, Турции и Персии прибыли на конференцию, но границы их государств не могли быть окончательно установлены до тех пор, пока не был понятен статус новой России.

### «Большевизм»
Поскольку вопрос о России неоднократно поднимался во время мирной конференции, Бейкер позже утверждал, что именно он — наравне со страхом перед распространением большевизма — сформировал условия мира:
Россия сыграла в Париже более важную роль, чем Пруссия!
Современные исследователи не были склонны соглашаться со столь безапелляционной трактовкой: хотя Русская революция зачастую обеспечивала эмоциональную поддержку для восстаний в Европе — а сами большевики участвовали в их финансировании — отстранение от власти в России сторонников Ленина не могло «волшебным образом» устранить причины конфликтов и беспорядков. Немецкие рабочие и солдаты устранили монархию в Германской империи, потому что режим их кайзера был дискредитирован и финансово обанкротился; Австро-Венгрия рухнула, потому что её власти не могли больше сдерживать националистические настроения. Термины «большевизм» и «коммунизм» в 1919 году были зачастую просто удобными сокращениями для описания революционных настроений и массового недовольства существующим политическим строем. Общее же распространение насилия — убийство президента Португалии, покушение на Клемансо, коммунистические правительства в Мюнхене и Будапеште — действительно волновали политиков, собравшихся в Париже.
«Большевизм» имел и своё практическое применение на конференции: когда Румыния требовала передать ей Бессарабию, а Польша — Украину, это мотивировалось необходимостью «остановить большевизм». Итальянские делегаты предупреждали о скорой «большевистской» революции в их стране, если они не получат большую часть побережья Далмации. Известнейшие миротворцы использовали угрозу «большевизма» в своих речах: Германия, говорили Ллойд Джордж и Вильсон, пойдёт по пути большевизма, если условия мира с ней будут слишком суровыми.
Уинстон Черчилль был в тот период одним из немногих, кто видел в большевизме Ленина нечто новое на политической сцене: по его мнению, под марксистской риторикой скрывалась высокодисциплинированная и централизованная партия, державшая в своих руках каждый рычаг власти. Черчилль — видевший в большевистском строе новую, неизвестную ранее по своим масштабам, форму тирании — не получил поддержки от Ллойд Джорджа, предположившего, что представителем рода Мальборо двигали личные мотивы: «Его герцогская кровь восстала против массового уничтожения в России великих князей».
Расстрел царской семьи и отказ от выплаты иностранных долгов, приобретённых многими представителями французского среднего класса, потрясли общественное мнение Европы. В то же время — понимая, что и Соединённые Штаты, и Французская Республика появились в результате революций — лидеры конференции неоднозначно относились к событиям в России. Первоначально Вильсон полагал, что суть большевизма заключается в обуздании власти крупного бизнеса и снижении правительственного вмешательства — для обеспечения большей свободы личности; президент США многое одобрял в большевистской программе: «…их кампания массовых убийств, конфискаций и полного пренебрежения законом заслуживает самого сильного осуждения. Тем не менее, некоторые из их доктрин были разработаны исключительно под давлением капиталистов, которые игнорировали права рабочих…». Ллойд Джордж, как и Вильсон, полагал, что старый миропорядок является «глупым, распутным и тираническим»; Керзон жаловался Бальфуру, что в самом британском премьере, активно выступавшем против правительства в годы англо-бурской войны, было «что-то большевистское» — что Ллойд Джордж «видит Троцкого единственной родственной ему фигурой на международной арене». Вильсон и Ллойд Джордж полагали, что крестьяне без земли и рабочие без работы становились базой для «мечтателей, обещавших им землю обетованную». Лидеры США и Британии заявляли, что могут победить большевизм, построив новый мировой порядок.
Клемансо, порвавший с крайними левыми после Парижской коммуны и вынужденный прислушаться к общественному мнению Франции, не согласился. Если большевики отправят своих представителей в Париж, то левые радикалы воспримут это как поощрение, а средний класс — как повод для паники; на улицах начнутся беспорядки, которые его правительство будет вынуждено подавлять с применением силы. В итоге это станет совсем неудачным фоном для мирной конференции. Клемансо также предупредил, что если его союзники будут настаивать на приглашении коммунистов, то сам он будет вынужден уйти в отставку.

### Русское политическое совещание
Не ясно было и то, кого следовало считать российскими представителями: к началу 1919 года большевики, контролировавшие Петроград и Москву, столкнулись с конкурирующими правительствами — прежде всего во главе с генералом Антоном Деникиным и сибирским правительством адмирала Александра Колчака. В Париже российские эмигранты, от консерваторов до радикалов, образовали Русское политическое совещание, пытаясь выступить от имени всех антибольшевистских сил; в него вошли люди с очень разной биографией: так, Сергей Сазонов был царским министром иностранных дел, а Борис Савинков — террористом. Говоря о Савинкове, Ллойд Джордж — любивший эффективность как в соратниках, так и в партнёрах — отметил, что «его убийства всегда были умело организованы и имели полный успех». Русское политическое совещание получило лишь ограниченную поддержку со стороны правительств Колчака и Деникина.
В мемуарах премьер-министра царского правительства Владимира Коковцова содержатся сведения, что посол России в Париже добивался участия российской делегации в конференции:
Маклаков сообщал, что через 3 недели собирается в Париже мирная конференция и что его главной задачею является теперь добиться участия России в этой конференции и с этой целью он находится в постоянных сношениях с тремя правительствами: Архангельским, генерала Деникина и адмирала Колчака, и что от последнего получена депеша, в которой он подтверждает его желание (по-видимому, в ответ на предложение, сообщённое ему тем же Маклаковым), и выражает и своё, чтобы представителями его на конференции были: граф Коковцов, Сазонов, Маклаков, Набоков, Гирс, князь Львов, Авксентьев, Извольский и, кажется, ещё кто-то из эсеров. Выразивши Набокову моё удивление относительно оригинального состава представительства, я высказал ему тут же, что дело должно идти не о нашем участии на конференции – ибо кто бы ни представлял Россию, он юридической почвы под собой иметь не может и его согласие или протест ничего не стоят, и потому нас просто не допустят к участию в мирной конференции.

### Попытка решения
16 января Ллойд Джордж вынес «русский вопрос» на рассмотрение Верховного Совета, предложив коллегам три варианта решения: (1) уничтожить русский большевизм силой; (2) изолировать от него внешний мир; или (3) пригласить «русских», в том числе и большевиков, встретиться с миротворцами. Премьер полагал, что Антанта фактически уже предприняла шаги в первых двух направлениях, но не видел в них особого успеха. Поэтому сам он предпочёл бы последний из вариантов. Убедив разные политические силы поговорить друг с другом в Париже, миротворцы могли бы изменить ситуацию на территории бывшей империи. В частном разговоре он отметил, что так поступали римляне, приглашая лидеров варваров и указывая им, как вести себя достойно.
Парижские делегаты высказали возражения против каждого из представленных курсов: прямое военное вмешательство было рискованным и дорогостоящим; изоляция вредила населению, не участвовавшему в политических конфликтах; приглашение большевистских представителей в Париж давало им трибуну для распространения революционных идей на Западе. Вильсон поддержал путь переговоров Ллойд Джорджа; министры иностранных дел Франции и Италии воздержались. Пишон предложил выслушать французского и датского послов, которые только что вернулись из России. Послы подробно рассказали о красном терроре — их рассказ Ллойд Джордж счёл явным преувеличением. В итоге, Верховный Совет оказался не в состоянии принять какое-либо решение.

### Фактическое вмешательство
Ситуация не изменилась и в дальнейшем: на протяжении всей мирной конференции политика союзников в отношении России оставалась непоследовательной: недостаточно жёсткой, чтобы свергнуть новый режим силой, но достаточно враждебной, чтобы убедить большевиков, что лидеры западных держав были их непримиримыми врагами. Черчилль, который неоднократно запрашивал чёткую политическую линию у своего правительства, позднее вспоминал о нерешительности союзников: «Воевали ли они с Советской Россией? Конечно, нет; но они стреляли в тех советских граждан, что оказывались в их поле зрения. Они стояли как оккупанты на русской земле. Они вооружили врагов Советского правительства. Они блокировали советские порты и топили корабли. Они искренне желали и планировали падение советского строя. Но: война — никогда! вмешательство — позор!»
Мы сожалеем о русских, но они должны выяснить, кто победит, борясь между собой.— «Daily Express»
Основываясь на опыте Мексиканской революции, Вильсон выступил за «невмешательство и непризнание»: когда в России разберутся, кто будет ею управлять, США признают это «самоопределение» (он надеялся, что это будут не большевики). И, в отличие от британских делегатов, президент США выступал за сохранение территориальной целостности бывшей Российской империи — за единственным исключением, созданием Польши. Он не поддерживал украинский национализм и стойко сопротивлялся признанию независимости Прибалтийских государств.
Политическая теория, однако, столкнулась с реальностью, в которой союзники фактически уже вмешались в Гражданскую войну в России. И постепенно операция, начавшаяся как противостояние германской угрозе, перешла в нечто большее: так, к концу 1918 года на территории бывшей Российской империи находилось более 180 000 солдат Антанты и сразу несколько белых армий получали деньги и оружие от союзников. В общественном мнении начал появляться образ «крестового похода против большевизма» — одновременно набирал популярность и левый лозунг «Руки прочь от России!». Ллойд Джордж говорил своему кабинету, что, если они не будут осторожны, то начнут распространять большевизм, пытаясь подавить его: так, перспектива отправки в Россию была чрезвычайно непопулярна как среди британских, так и среди американских солдат, усиливая опасность неповиновения. Мятеж французского Черноморского флота показал перспективы дальнейшей войны с большевиками. Целая серия малореальных планов похода на Россию, разработанная маршалом Фошем — и предполагавшая использование поляков, финнов, чехословаков, румын, греков и даже русских военнопленных в Германии для свержения большевиков — столкнулась как с сильной оппозицией со стороны англичан и американцев, так и с нежеланием «акторов» участвовать в столь авантюрных замыслах.
Перспектива нести всё новые и новые многомиллионные расходы — не имея ясных целей — привела к тому, что фактически тактика Антанты свелась ко второму из вариантов Ллойд Джорджа: созданию «санитарного кордона» из нескольких относительно небольших государств для предотвращения дальнейшего распространения «большевистской заразы».
Неэффективность, коррупция и банальное воровство внесли свой вклад в отсутствие успеха: мелкие чиновники за линией носили форму, предназначавшуюся для солдат на линии огня, а их жёны и дочери носили юбки британских медсестёр; в то время как грузовики и танки Деникина не могли двигаться на морозе, в соседних барах продавался антифриз. Хотя впоследствии большевики смогли нарисовать пропагандистскую картину, в рамках которой вся сила мирового капитализма была направлена на удушение Октябрьской революции, фактическая помощь союзников антибольшевистским силам была невелика.
Попытка решить «русский вопрос» всегда была связана как с различным пониманием целей, так и с взаимными подозрениями среди самих союзников. Американцы, официально выступая против вмешательства, сохранили свои войска в Сибири — чтобы противостоять японским планам. Если в 1919 году правительство Франции предпочло бы видеть восстановленную Россию (для нового сдерживания Германии), британские власти вполне устраивала перспектива коммунистической, но слабой России. Так, Керзон выражал удовлетворение тем, что центральная власть потеряла контроль над Кавказом; одновременно британские лидеры с подозрением относились к французским мотивам, полагая, что ключевым из них является возврат кредитов.

### Принцевы острова: несостоявшиеся переговоры
Вариант с переговорами так же не был окончательно отброшен: 21 января 1919 года Вильсон и Ллойд Джордж предложили Верховному Совету компромисс, согласно которому российских представителей следовало собрать вне Парижа (и Европы) — союзники остановились на Принцевых островах недалеко от Константинополя. Приглашение было отправлено по радио: ответ из Москвы был двусмысленным, но не содержал прямого отказа; представители антибольшевистских сил прислали свой отказ 16 февраля.

## Балканский вопрос

### Королевство Югославия

#### Состав делегации

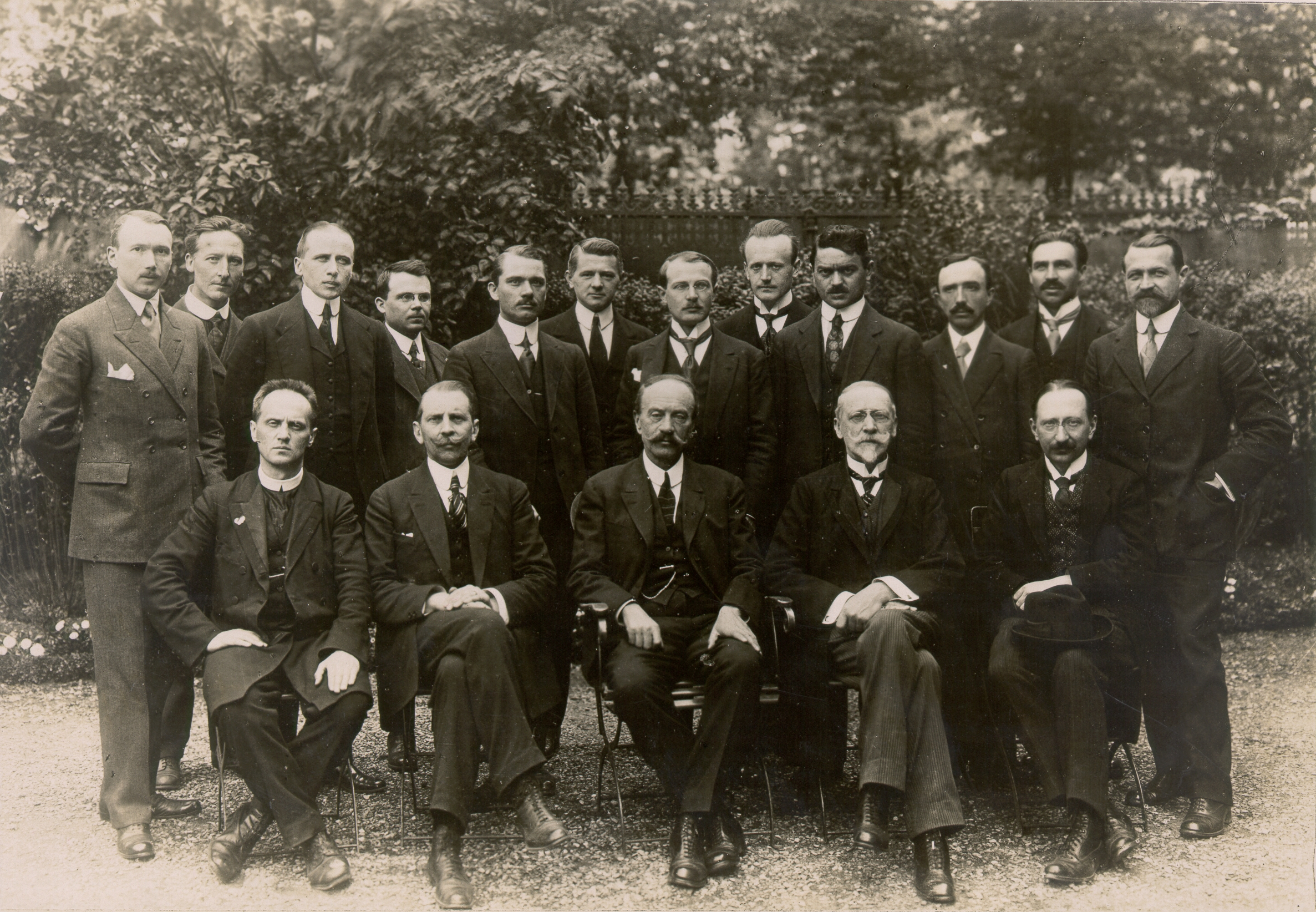
Словенская секция югославской делегации (1919)

Делегация сербов, хорватов и словенцев находилась в Париже с начала января 1919 года: она поселилась в отеле «Hotel de Beau-Site» рядом с площадью Звезды. В состав делегации, состоявшей почти из ста человек, входили сербы, хорваты, словенцы, боснийцы и черногорцы; среди них были университетские профессора, профессиональные военные, бывшие депутаты Венского парламента, дипломаты из Белграда, адвокаты из Далмации, радикалы-националисты, монархисты, православные, католики и мусульмане. Многие из делегатов никогда не видели друг друга прежде, а — как подданные Сербии или Австро-Венгрии — они зачастую были на противоположных сторонах во время войны. Делегаты с Адриатического побережья, в основном словенцы и хорваты, были обеспокоены безопасностью своих границ с Италией и контролем над портами и железными дорогами региона, недавно принадлежавшего Австро-Венгрии, но были безразличны к изменениям границ на востоке. Сербы же были готовы обменять как Далмацию, так и Истрию, на территории к северу и востоку от недавно созданной страны.
Надеюсь, вы не собираетесь сравнивать хорватов, словенцев, далматинцев — которых столетия художественного, морального и интеллектуального общения с Австрией, Италией и Венгрией сделали чистыми «западниками» — с этими полу-цивилизованными Сербами — этими балканскими гибридами славян и турок?— министр иностранных дел КСХС Анте Трумбич
Столь отличные между собой делегаты были вместе в Париже из-за популярной в XIX и начале XX века в Европе идеи, согласно которой общий язык создавал общую национальность. К 1860-м годам концепция «югославизма» охватила регион: югославскими стали учебные заведения, газеты и журналы, активно продвигавшие идею «единства южных славян». Идея создания «Югославии» была наиболее сильной среди южных славян, особенно хорватов, проживавших внутри Австро-Венгрии; в Сербии её соперником выступала идея о «национальном сербском государстве». Семидесятилетний Никола Пашич, получивший высшее образование в Цюрихе и многие годы занимавший пост премьер-министра Сербии, возглавлял парижскую делегацию — он пережил и смертные приговоры, и изгнание, и несколько заговоров, и покушения, и автомобильные катастрофы.
Политики крестьянского происхождения, воспитанные в полном соответствии с балканскими традициями — такие как премьер-министр Сербии г-н Пашич — не могли испытывать такого же смущения, когда их подозревали в соучастии в убийстве национального врага, которое чувствовали бы их английские современники…
[значимость факта?]

#### Признание и обещания
Многие в Париже считали всю ситуацию на Балканах, ставшую поводом к началу Великой войны, крайне запутанной — общественное мнение было сфокусировано на «опасности» Балкан. Помимо крупных языковых групп, еврейские купцы в Сараево, итальянские колонии на побережье Далмации, потомки немецких поселенцев на севере и турки на юге также являлись частью балканской реальности начала XX века.
Государство южных славян, вобравшее в себя Сербию и южные части распавшийся Австро-Венгрии, возникло в 1919 году — до начала мирной конференции в Париже. Но именно в Париже предстояло определить территорию для нового государства — а, возможно, и разрушить его. Среди лидеров Великих держав были распространены опасения по поводу «амбициозных» и «бурных» народов, населявших Балканы: так, Вильсон полагал, что было бы ошибкой давать южнославянскому государству флот. Итальянское правительство вообще предпочло бы «задушить новое государство в его колыбели»; итальянские националисты уже поспешили назвать Югославию своим новым главным врагом, роль которого пустовала после исчезновения Австро-Венгрии. Британия и Франция, хоть и неохотно, но последовали примеру Италии и отказались признавать новое королевство; США, где итальянские амбиции на Балканах у многих вызывали опасения, признали Югославию в феврале — Великобритания и Франция сделали то же в июне. В то же время желание самого Пашича исполнять Корфскую декларацию, отказавшись от унитарного государства под своим контролем в пользу федерации, у многих вызывало сомнения.
Наследие войны — обещания, «которые так свободно раздавались в военные годы» — ограничивало свободу действий миротворцев. В 1915 году в секретном Лондонском договоре Великобритания, Франция и Россия пообещали Италии значительную часть Словении и северную часть побережья Далмации — в обмен на вступление в войну на стороне Антанты. В нечётких формулировках Сербии обещалась остальная часть Далмации, Босния и Герцеговина, а также, возможно, и часть Хорватии.

#### Черногория
Уже на первом своём заседании Верховный совет столкнулся с последствиями внезапного появления Югославии: делегатам предстояло решить, следует ли продолжать считать Черногорию, совсем недавно «объединившуюся» с Сербией, отдельным государством. Соннино возражал против отдельного представительства; Ллойд Джордж и Вильсон выступили за то, чтобы выслушать обе стороны — проблема, однако, заключалась в том, кого можно было считать делегатом от Черногории (идея пригласить бывшего короля Николу I не нашла поддержки у президента США). Поскольку в ходе обсуждения вопроса о Черногории стало ясно, что никто в Париже не имел ни малейшего представления о состоянии дел в том регионе, вопрос было решено отложить. Он формально оставался открытым и к моменту окончания мирной конференции — несмотря на все попытки Николы I привлечь внимание как к собственной персоне, так и к судьбе двухсот тысяч черногорцев.

#### Бачка и Баранья. Триест и Клагенфурт
31 января лидеры югославской делегации впервые выступили перед Советом, чтобы противостоять румынским претензиям на весь приграничный регион Банат; 17 февраля они вновь были вызваны на заседание, назначенное на следующий день. В этот раз делегаты выдвинули целый ряд территориальных требований: в попытке удовлетворить всех членов разнородного коллектива они запросили изменение шести из семи границ нового государства — только граница с Грецией устраивала югославских представителей. На западе словенские лидеры настаивали на передаче им немецкоязычного Клагенфурта, мотивируя это оборонительными соображениями — как необходимую защиту от Австрии; как альтернативу они предлагали зафиксировать старые границы между Австро-Венгрией и Италией. Пашич продвигал интересы сербов, 120 000 которых (из 4,5-миллионного населения страны) погибло во время войны: он предлагал отодвинуть границу на восток — в Болгарию — и к северу от Дуная, взяв «полосу» от венгерской территории. Среди прочего, это позволяло защитить столичный Белград, который был отделен от враждебной Австро-Венгрии только шириной реки.
18 февраля, во второй половине дня, серб Миленко Веснич, чья богатая и привлекательная жена [значимость факта?] дружила с миссис Вильсон, продолжил список: он включал в себя итальянский город Триест, венгерские провинции Бачка и Баранья к северу от традиционных границ Хорватии и румыноязычные части Баната. Делегаты отрицали, что просили передать Югославии неславянские области, мотивируя это тем, что довоенные переписи населения были ненадёжными, поскольку австрийцы и венгры сознательно занижали численность славянского населения, а также подавляли славянскую культуру и образование.
Они что, утратили чувство меры и здравый смысл?— друг[кто?] Сетон-Уотсона
Правительство Югославии уже контролировало многое из того, что требовало — Боснию и Герцеговину, словенские территории области Крайна, бо́льшую часть Далмации и, конечно, Хорватию; но оно хотело большего. Делегация попросила регионы Меджимурска и Прекмурье. Поскольку у Венгрии было мало сторонников в Париже, а в самой стране назревала революция, населённые преимущественно хорватами и словенцами Меджимурска и Прекмурье были после недолгого обсуждения переданы Югославии. Судьба же Бараньи и Бачки решалась в споре с Румынией — как следствие, урегулирование границ заняло гораздо больше времени.
В пьянящей атмосфере 1919 года было безумием не попытаться захватывать как можно больше территории.
По мнению МакМиллан, под «благородными словами» о спасении цивилизации, праве и чести зачастую стояли расчёты, свойственные «реальной политике»: балканские государственные деятели многократно и громко повторяли, как они «восхищаются Вильсоном»; они начали говорить на языке самоопределения, справедливости и международного сотрудничества; они подавали петиции, представлявшие, по их словам, «голос народа» — и всё для того, чтобы, как и раньше, захватить побольше территории. Отсутствие точных и проверенных сведений о населении Балканского полуострова позволяло использовать подложные данные. «Красивые» карты, использовавшиеся в ходе всей конференции, зачастую содержали фиктивные сведения — но именно при разделе Балкан их применение «достигло апогея». В случае с Балканами проявилось и то, что «общие слова» Вильсона было сложно применить к реальности: так, говоря, что Сербия должна иметь выход к морю, президент США не уточнял, каким образом это должно произойти.

### Румыния

#### Приглашение
За несколько дней до официального открытия мирной конференции в Румынии прошёл слух, что из числа малых держав на неё будут приглашены только Бельгия и Сербия. «Пришедший в ярость» премьер-министр Румынии Ионел Брэтиану вызвал послов стран Антанты и пожаловался им, что «с Румынией обращаются как с нищим, заслуживающим жалости». Он также поручил послам передать своим правительствам заявление, содержавшее (1) весьма спорное утверждение о том, что Румыния всегда была их верным союзником; (2) критику в адрес Сербии за вступление в войну лишь потому, что против неё была совершена военная агрессия; (3) неясные заявления о «лицах, которые потеряли связь с собственной страной» (политические противники Брэтиану уже прибыли в Париж); (4) предупреждение, граничившее с угрозой, о возможности для союзников «потерять всякое влияние в Румынии»; и (5) прямую угрозу «покинуть», правда, без уточнения, что именно. Послы передали «любопытное» заявление своим правительствам, добавив от себя предупреждение, что отчуждение Румынии опасно с точки зрения борьбы с «русским большевизмом». Поскольку Великие державы намеревались пригласить Румынию и никогда не обсуждали её бойкот, вся история приобрела комический оттенок.

#### Требования: Трансильвания и Бессарабия
Румынские политики возлагали большие надежды на мирную конференцию: 8 января Гарольд Никольсон провёл краткую встречу с двумя румынскими делегатами, которые, по их собственным словам, «стыдились» говорить о внутриполитической ситуации в Румынии, но, по выражению Никольсона, «не испытывали никакого стыда» при требовании себе большей части Венгрии (см. Трансильвания). Румынское правительство также хотело получить часть территории бывшей Российской империи — Бессарабию — которую она уже успешно оккупировала, а также и Буковину, контролировавшуюся ранее Австро-Венгрией. Хотя столь обширные требования можно было счесть «непомерными», в реальности вытеснить румынские войска было некому: ни у России, ни у Австрии, ни у Венгрии не было военных сил, способных занять спорные регионы. Румынская делегация столкнулась с более сложной задачей в связи со своими притязаниями на Банат, поскольку данный регион также входил и в югославский список. Плодородный регион, хотя практически и не имевший промышленности, являлся ценным «призом» для обоих государств.

#### Банат
31 января 1919 года перед Верховным советом выступили румынские и югославские представители. К тому моменту уже прошедшие аналогичные беседы с китайской, чешской и польской делегациями вызвали у Ллойд Джорджа ощущение «пустой траты времени», но позиция Вильсона вынудила британского премьера принять предложение Бальфура о том, что Совету всё же следует выслушать румын и сербов, чтобы «порадовать» их. Во второй половине дня Брэтиану «театрально», по мнению Никольсона, выступил перед Советом, потребовав передачи Румынии всего Баната. Он аргументировал это требование как с «легалистских» позиций (согласно секретным положениям Бухарестского договора 1916 года регион был обещан Румынии), так и апеллируя к «Четырнадцати пунктам» (всем румынам следует объединиться в едином государстве). Данные по этнологии, истории и географии региона использовались румынским лидером наравне со сведениями о потерях его страны в годы войны.
Сербские делегаты потребовали только западную часть Баната, используя те же аргументы — за исключением ссылки на секретное соглашение. Когда Вильсон сказал, что США хотят утвердить вопрос на основе фактов, Бальфур задал прямой вопрос: располагали ли делегаты какими-либо цифрами относительно этнической структуры региона? Югославские представители сообщили, что западная часть была преимущественно сербской, а местные немецко- и венгерскоговорящие жители, которых было немало, скорее были готовы стать гражданами Сербии, чем Румынии. Брэтиану не согласился делить Банат на части и предположил, что в Югославии уже и так достаточно меньшинств, чтобы добавлять ещё.
1 февраля Брэтиану предоставил уже полный список требований Румынии; союзники согласились на оставление в её составе Бессарабии и Буковины: возвращение этих территорий большевистским правительствам не входило в их планы. Проблема Трансильвании была сложнее, и её было решено отложить до составления мирного договора с Венгрией. Румынский премьер предупредил, что Великим державам стоит поторопиться, пока дела в его стране окончательно не вышли из-под контроля:
Румыния нуждалась в моральной поддержке союзников, если она хотела остаться тем, кем она была до сих пор, — пунктом сбора для антибольшевистских сил Европы.
Популярный в Париже «большевистский» аргумент являлся в случае с Румынией, оказавшейся между большевистской Россией и революционной Венгрией, вполне действенным, как и угрозы Брэтиану подать в отставку и позволить большевикам захватить Румынию, если ему не будет передан Банат.

#### Первая комиссия
Верховный Совет счёл требования румынских представителей чрезмерными, а их споры с югославскими коллегами — утомительными. Так, Брэтиану жаловался, что некоторые из членов совета спали во время его выступления. В итоге миротворцы активно поддержали рекомендацию Ллойд Джорджа передать рассмотрение вопроса подкомитету из экспертов — для «справедливого урегулирования». Британский премьер «оптимистично» добавил, что после установления «истины» Совету будет несложно принять окончательно решение. Вильсон согласился с оговоркой, что сами эксперты не должны рассматривать дело в политической плоскости — не уточнив, что он подразумевал под термином «политическая». Клемансо практически не участвовал в дискуссии, и только Орландо попытался настоять на незамедлительном установлении границ.
Таким образом, будущее Баната — наряду с другими территориями в южной Европе — было передано специальной территориальной комиссии; она стала первой из шести аналогичных и со временем получила мандат на рассмотрение всех спорных границ Югославии — кроме итальянской, которую, по настоятельным просьбам Италии, оставили в компетенции самого Верховного Совета.
Как велика цена ошибки! Карта — карандаш — калька. И все же моей смелости не всегда хватало, чтобы преодолеть мысли о людях, которых наши маленькие ошибки включали или исключали [из новых стран], о счастье нескольких тысяч человек.— Никольсон
Поскольку Верховный Совет не объяснил, что есть «справедливое урегулирование», эксперты имели разные мнения по данному вопросу. Означало ли это обеспечение государственных границ, которые легко было бы защитить в случае агрессии? Нужно ли было сохранять железнодорожные сети и торговые маршруты внутри одного территориального образования? В конце концов эксперты достигли консенсуса в том, что они попытаются построить границы по национальному признаку. Одновременно интересы собственных стран не были окончательно отброшены экспертами: так, итальянские представители использовали все формальные поводы, чтобы заблокировать югославские требования, а затем «потрясли» своих американских коллег, намекнув, что они могут согласиться с некоторыми из пунктов в обмен на принятие претензий Италии в Адриатике.

#### Королева Мария Эдинбургская

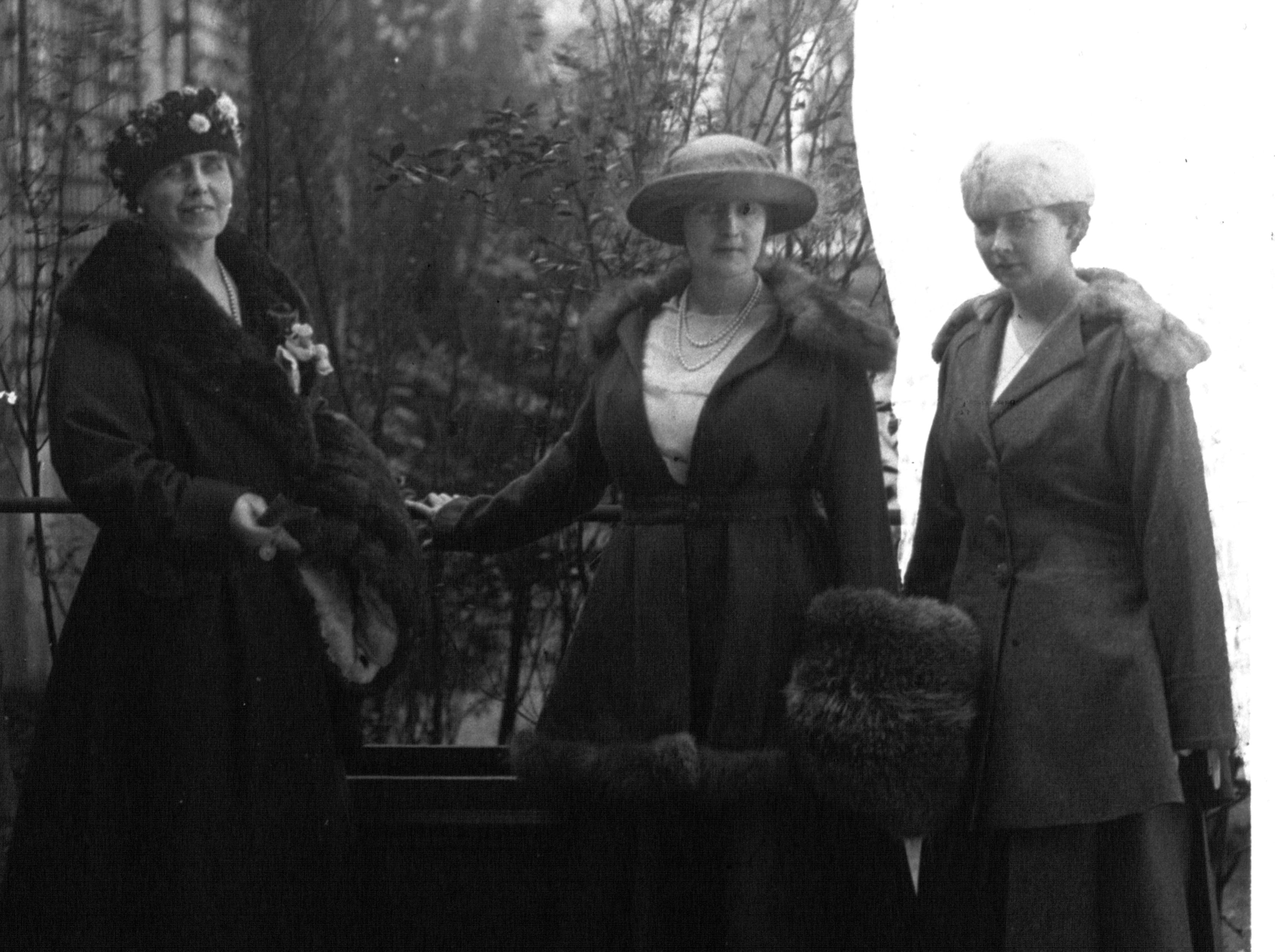
Мария Эдинбургская (слева) с дочерьми Марией и Елизаветой на балконе отеля «Ритц» в Париже (1919)

Уже во время работы комиссии румынские войска продолжили продвижение в Венгрию и Болгарию — за пределы линии, установленной при перемирии; армейские части накапливались и на северной границе Баната; одновременно власти в Бухаресте выдвигали обвинения в том, что сербы убивают мирных румынских жителей. В начале марта румынская делегация получила подкрепление: в Париж прибыла «яркая и влиятельная» королева Румынии Мария Эдинбургская, одним из любовников которой был зять Брэтиану. Мария сразу начала активно лоббировать интересы своей страны, встречаясь с наиболее влиятельными лидерами — ей удалось произвести впечатление на большинство из них. Главной неудачей Марии стал Вильсон: она шокировала его при первой же встрече своим детальным повествованием «о любви» — врач Грейсон писал позже, что «никогда не слышал, чтобы хоть одна женщина говорила о таких вещах. Честно говоря, я не знал, куда мне деться от смущения». Опоздав на обед с президентом, королева Мария только усилила первое впечатление: «Каждое мгновение, что мы ждали… отрезало кусочек от Румынии».

#### Результаты: Воеводина и Трансильвания
18 марта румынская комиссия дала рекомендации по Банату: западную треть следовало передать Югославии, а оставшуюся часть — Румынии. Американские эксперты, обеспокоенные этническими вопросами, настаивали на том, чтобы преимущественно венгерская территория возле города Сегед осталась за Венгрией. 21 июня, несмотря на «страстные» протесты румынских представителей, Верховный Совет принял все рекомендации. Югославские войска, отказавшись эвакуироваться с одного из островов на Дунае, создали осенью 1919 года напряжённость в отношениях между государствами — только в 1923 году обе страны окончательно согласились соблюдать новую границу.
Румыния удвоила как свой размер, так и численность населения. Однако новая линия на карте не смогла решить всех этнических проблем: в Румынии осталось почти 60 000 сербов, а в Югославии — 74 000 румын и почти 400 000 венгров (см. Воеводина). Положение меньшинств было непростым — к ним зачастую относились как к «мигрантам», хотя их предки проживали в данной местности веками. Правительство как Румынии, так и Югославии проводило политику ассимиляции.

### Болгария. Нёйиский договор
Болгария, вступившая в Первую мировую войну на стороне Центральных держав в 1915 году, упоминалась ещё при рассмотрении вопроса о Банате: американские дипломаты предложили сделать её частью сложной цепочки территориальных сделок. Если Румыния получит большую часть Баната, но вернёт Болгарии часть территории, захваченной в 1913 году — а Болгария, в свою очередь, передаст часть своей территории Югославии, то последней будет проще отказать от претензий на Банат. Идея ни к чему не привела, поскольку никто из её потенциальных участников не был настроен на компромисс.

#### Болгары и самоопределение
Принцип самоопределения работал на пользу болгарской дипломатии, поскольку болгароговорящие жители были в большинстве по крайней мере в двух областях за пределами самой Болгарии — в южной Добрудже, вдоль западного побережья Чёрного моря, и в западной Фракии, на побережье Эгейского моря. Существовали данные, что болгары были в большинстве и во многих частях Македонии, контролировавшихся Югославией, но установить это достоверно было чрезвычайно сложно: наличие как православных, так и мусульманских жителей, говоривших по-болгарски, только дополнительно усложняло картину.
Если в 1870-х годах — когда болгары, проживавшие под властью Османской империи с XIV века, наконец восстали — массовые репрессии в их адрес со стороны Стамбула обеспечили им поддержку европейского общественного мнения, то к 1919 году болгары в Западной Европе стали восприниматься не столько как жертвы, сколько как ненадёжные союзники и просто бандиты. Две Балканские войны только усилили эти настроения — хотя в самой Болгарии возвращение территориальных потерь многими воспринималось как «национальная идея» (наряду с мечтой о «золотом X веке», когда Болгария простиралась от Адриатики на западе до Чёрного моря на востоке). Владение Македонией также дало бы болгарскому правительству контроль над железными дорогами, связывавшими юг Центральной Европы с Ближним Востоком.
Болгария стала первой из Центральных держав, пошедшей на перемирие с Антантой. Как отметил британский военный представитель летом 1919 года, «у союзников не было войск [в регионе], и, если бы началось восстание, остановить его было бы невозможно». Американский представитель в Софии счёл позицию болгарских властей «своеобразной»: после перемирия они почему-то начали рассматривать себя чуть ли не как одного из союзников Лондона и Парижа. Так, болгарский премьер-министр — публично признавая, что его страна совершила огромную ошибку, воюя на одной стороне с Германий и Австрией — утверждал, что подобный союз был навязан его стране «небольшой группой недобросовестных политиков, продавшихся Германии» и что союзники, фактически, были в долгу перед Болгарией, чья просьба о перемирии запустила процесс, который закончил войну.
При этом уже в ходе конференции правительство Греции начало собирать войска на южной границе Болгарии — греческие власти жаловалась на болгарские преступления, включая кражу коров; когда в том же году сербы и греки заговорили о начале войны против Болгарии, только Клемансо твёрдо наложил вето на данный проект.

## Германский вопрос. Версальский договор

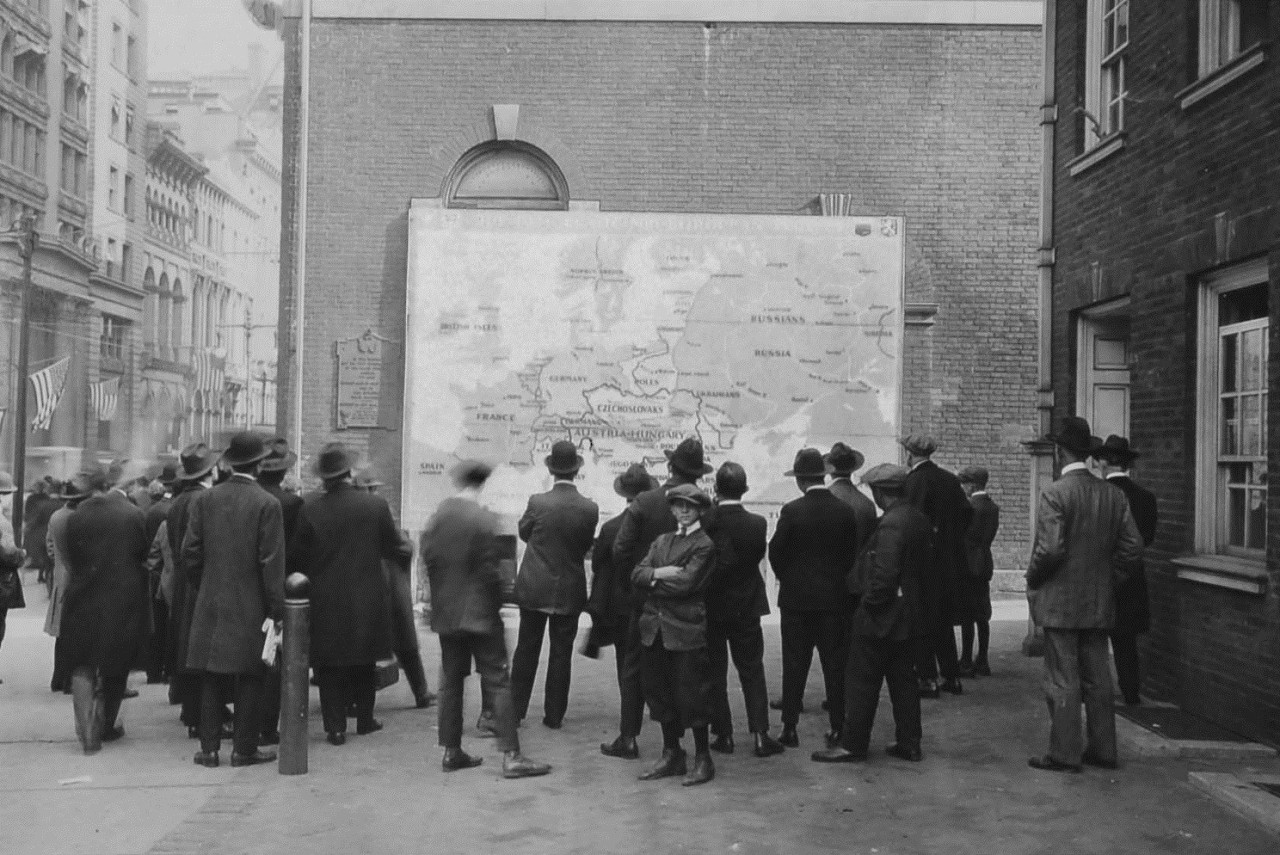
Жители Филадельфии рассматривают новую карту Европы (1918)

## Центральная Европа

### Венгрия
В ходе распада Австро-Венгерской империи в Венгрии была провозглашена республика, вышедшая из состава Австро-Венгрии. Новое демократическое правительство графа Михая Каройи 13 ноября 1918 года заключило перемирие с Антантой от имени Венгерской республики. Молодая республика оказалась в условиях экономической блокады и военно-политического давления, снять которые Антанта обещала только после подписания мирного договора. В течение зимы 1918—1919 годов войска Чехословакии, Румынии и Югославии вели военные операции против Венгрии, расширяя свои территории за её счёт. 21 марта была провозглашена Венгерская Советская Республика. Державы Антанты установили полную блокаду Венгрии, а позднее начали военную интервенцию, вооружив и снабдив своими военными кадрами армии Румынии и Чехословакии. После того, как венгерские советские войска одержали победу над войсками Чехословакии, президент США Вудро Вильсон был вынужден направить правительству Венгрии приглашение в Париж на переговоры по установлению границ Венгрии. Премьер-министр Франции Клемансо потребовал отозвать венгерскую Красную армию из Словакии и отвести её за установленную перемирием 1918 года демаркационную линию, взамен обещая прекратить румынскую интервенцию. Хотя социалистическое руководство Венгрии приняло эти условия, страны Антанты не допустили Венгрию к участию в Парижской конференции и продолжили вооружённое наступление против ВСР, закончившееся падением советской власти. Лишь после этого Антанта согласилась начать в Версале официальные переговоры о заключении мирного договора.
Условия мира для Венгрии, однако, остались такими же суровыми. Среди авторов мирного договора с Венгрией был чешский политик и дипломат Эдвард Бенеш, настаивавший на жёстких требованиях к Будапешту. А Франция была заинтересована в укреплении окружающих Венгрию государств для её сдерживания и предотвращения воссоздания монархии Габсбургов — это вылилось в создание антивенгерского альянса Чехословакии, Румынии и Югославии, известного как «Малая Антанта».
4 июня 1920 года в Большом Трианонском дворце Версаля был подписан Трианонский мирный договор с Венгрией (как одной из стран-правопреемниц Австро-Венгрии). Договор вступил в силу 26 июля 1921 года.

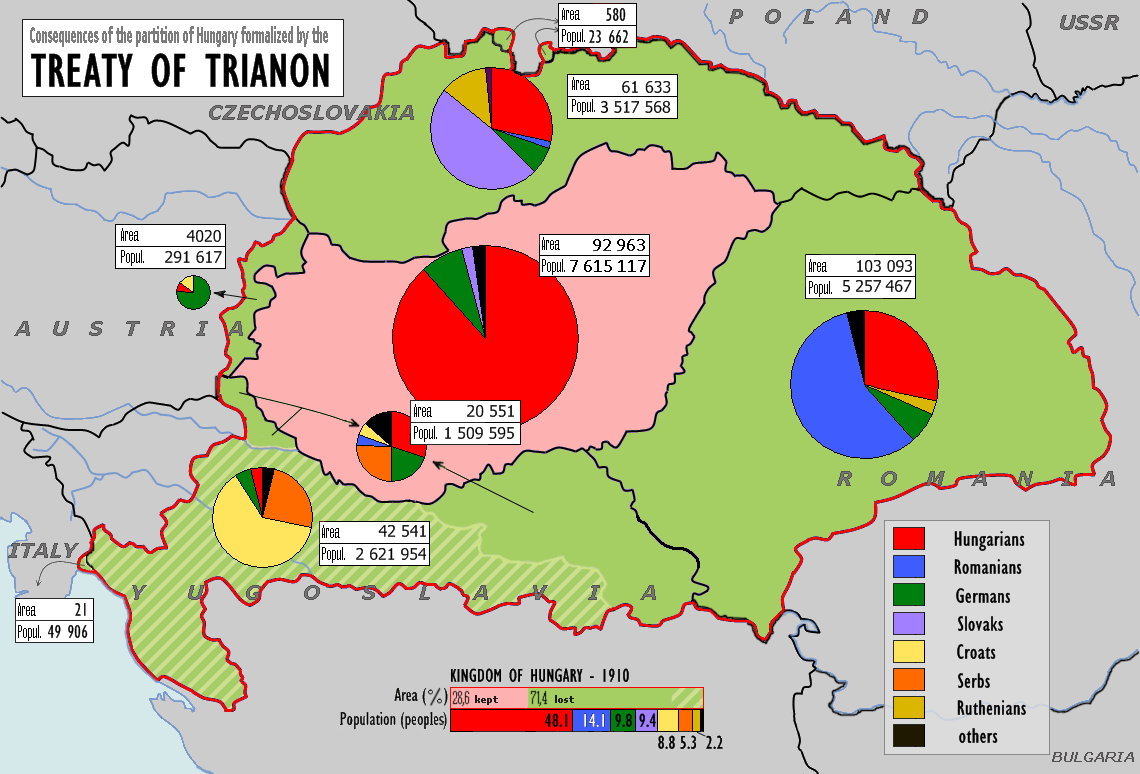
Венгрия по Трианонскому договору (розовый цвет) и отошедшие от неё территории (зелёный). Указан этнический состав регионов на 1920 год

Договор юридически оформил положение, фактически сложившееся в бассейне Дуная после войны. Венгрия утратила значительные территории:
- Трансильвания и восточная часть Баната были присоединены к Румынии;
- Хорватия, Бачка и западная часть Баната вошли в состав Королевства Югославия;
- Словакия и Закарпатье вошли в состав Чехословакии;
- Бургенланд был передан Австрии. Однако официальное объединение Бургенланда с Австрией в августе 1921 года вызвало кризис, который был разрешён осенью 1921 года. В декабре прошёл референдум, на котором в части территорий Бургенланда с преобладающим венгерским населением, включая столицу Шопрон (Эденбург), большинство высказалось за присоединение к Венгрии.
- Венгрия также отказалась от всяких прав на порт Фиуме.

Венгрия признала независимость новых государств — Югославии и Чехословакии. Венгрия также обязалась уважать «независимость всех территорий, входивших в состав бывшей Российской империи к 1 августа 1914 года», и признать отмену Брест-Литовского мирного договора 1918 года.
Венгерская армия была ограничена численностью 35 000 человек, без авиации, танков и тяжёлой артиллерии. Венгерский флот, поскольку страна лишалась выхода к морю, упразднялся; бывший австро-венгерский флот подлежал передаче союзникам или уничтожению.

## Весна 1919

### Япония

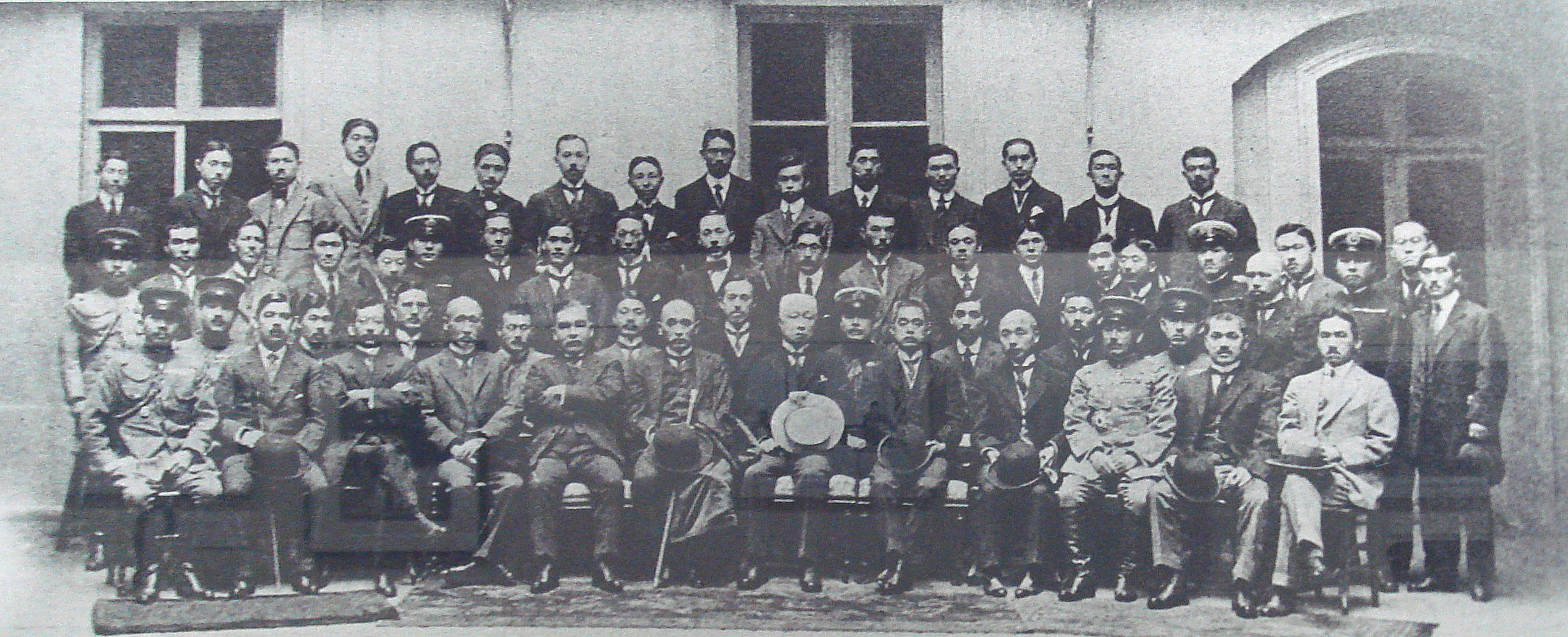
Японская делегация на конференции

Япония направила большую делегацию во главе с бывшим премьер-министром маркизом Сайондзи Киммоти. Первоначально она входила в «большую пятерку», но отказалась от этой роли из-за своего незначительного интереса к европейским делам. Вместо этого он сосредоточился на двух требованиях: включение его предложения о расовом равенстве в Пакт Лиги и территориальные претензии Японии в отношении бывших германских колоний: Шаньдун (включая Киаочоу) и Тихоокеанские острова к северу от Экватора (Маршалловы острова, Микронезия, Марианские острова и Каролинские острова). Бывший министр иностранных дел барон Макино Нобуаки де-факто глава делегации, так как роль Сайонджи была символической и ограниченной из-за его плохого здоровья. Японская делегация была недовольна тем, что она получила только половину прав Германии, и тогда она вышла из конференции.

#### Предложение о расовом равенстве

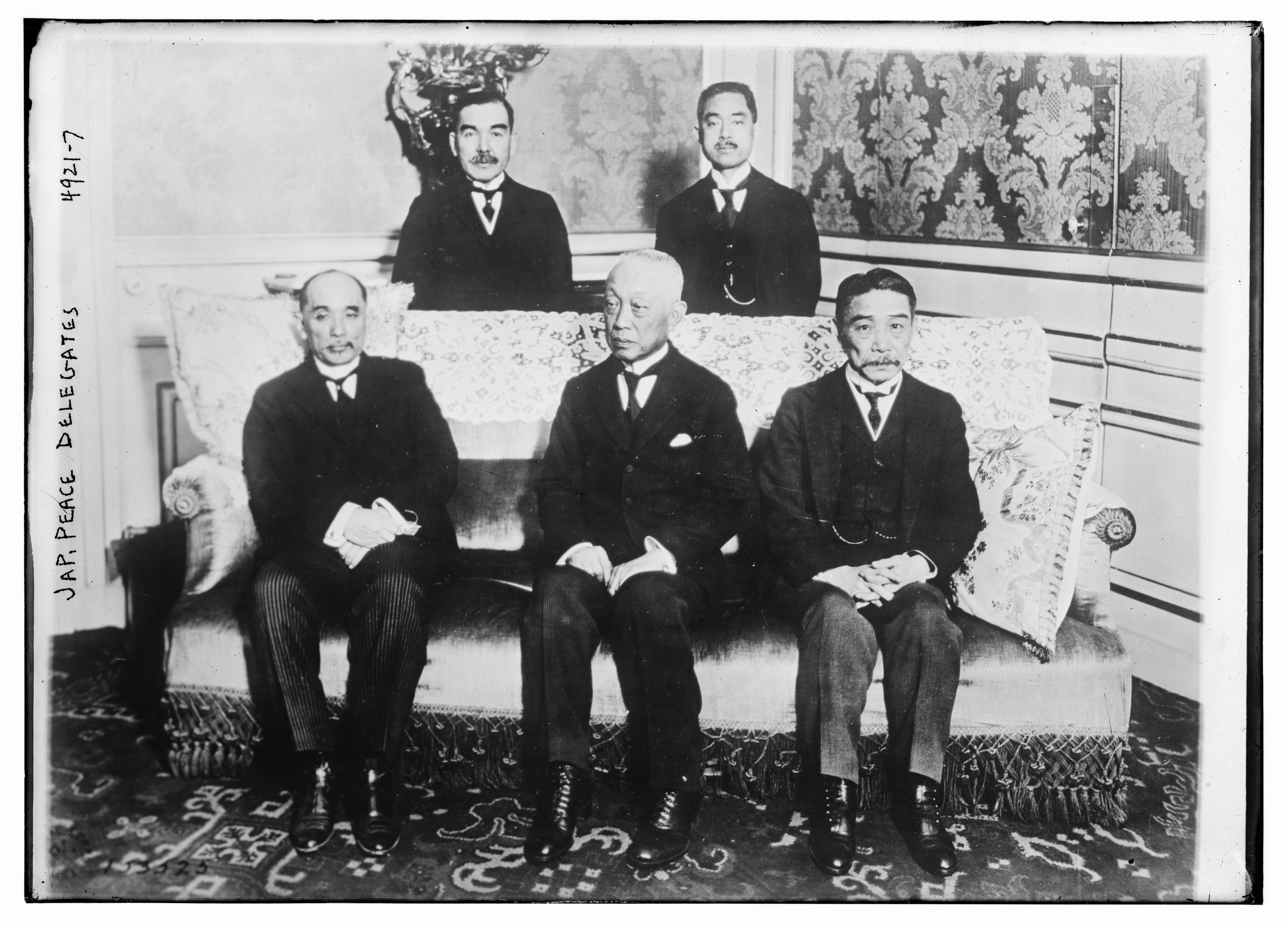
Японская делегация на Конференции с бывшим министром иностранных дел бароном Макино Нобуаки (слева направо), бывшим премьер-министром маркизом Сайондзи Киммоти и послом Японии в Великобритании виконтом Чиндой Сутеми (слева направо).

Япония предложила включить «положение о расовом равенстве» в Пакт Лиги Наций 13 февраля в качестве поправки к статье 21.
Поскольку равенство наций является основным принципом Лиги Наций, Высокие Договаривающиеся Стороны соглашаются как можно скорее предоставить всем иностранным гражданам государств, входящих в Лигу, равное и справедливое обращение во всех отношениях, не делая различий ни в законе, ни фактически, по причине их расы или национальности.
Вильсон знал, что Великобритания критически относится к этому решению, и как председатель Конференции постановил, что требуется единогласное голосование. 11 апреля 1919 года комиссия провела заключительное заседание, и Предложение о расовом равенстве получило большинство голосов, но Великобритания и Австралия не поддержали его. Австралийцы лоббировали британскую политику в защиту Белой Австралии. Вильсон также знал, что внутри страны он нуждался в поддержке Запада, который боялся японской и китайской иммиграции, и Юга, который боялся подъёма своих чернокожих граждан. Поражение этого предложения повлияло на поворот Японии от сотрудничества с западным миром к более националистической и милитаристской политике и подходам.

#### Территориальные претензии Японии
Притязания японцев на Шаньдун столкнулись с серьёзными вызовами со стороны китайской патриотической студенческой группы. В 1914 году, в самом начале войны, Япония захватила территорию, которая была предоставлена Германии в 1897 году, а также захватила немецкие острова в Тихом океане к северу от экватора. В 1917 году Япония заключила секретные соглашения с Англией, Францией и Италией, гарантирующие аннексию этих территорий. С Англией было заключено соглашение о поддержке британской аннексии Тихоокеанских островов к югу от Экватора. Несмотря на в целом прокитайскую точку зрения американской делегации, статья 156 Версальского договора передавала германские концессии в заливе Цзяочжоу (Китай), Японии, а не возвращала суверенную власть Китаю. Глава китайской делегации Лу Цзэн-Цян потребовал, чтобы перед подписанием договора была сделана оговорка. После того как оговорка была отклонена, договор был подписан всеми делегациями, за исключением делегации Китая. Возмущение китайцев этим положением привело к демонстрациям, известным как Движение четвёртого мая. Тихоокеанские острова к северу от экватора стали мандатарием класса С, управляемым Японией.

### Китайский вопрос
Китайскую делегацию возглавлял Лу Цзэнцзян, которого сопровождали Веллингтон Ку и Цао Жулинь. Ку потребовал, чтобы уступки Германии по Шаньдуну были возвращены Китаю. Он также призвал положить конец империалистическим институтам, таким как экстерриториальность, дипломатическая охрана и иностранная аренда. Несмотря на американскую поддержку и мнимый дух самоопределения, западные державы отказались от его притязаний, а вместо этого передали германские концессии Японии. Это вызвало массовые студенческие протесты в Китае 4 мая, позже известные как Движение 4 мая, что в конечном итоге вынудило правительство отказаться подписать Версальский мирный договор. Таким образом, китайская делегация на конференции была единственной, кто не подписал договор на церемонии подписания.

### Корейский вопрос
После неудачной попытки Корейской национальной ассоциации отправить делегацию из трех человек в Париж туда прибыла делегация корейцев из Китая и Гавайев. В неё входил представитель Временного правительства Кореи в Шанхае Ким Гюсик. Им помогали китайцы, которые жаждали возможности поставить Японию в неловкое положение на международном форуме. Несколько ведущих китайских лидеров того времени, включая Сунь Ятсена, сказали американским дипломатам, что на конференции должен быть рассмотрен вопрос о независимости Кореи. Однако китайцы, уже занятые борьбой с японцами, мало что могли сделать для Кореи. Кроме Китая, ни одна нация не принимала корейцев всерьез на конференции, потому что она уже имела статус японской колонии. Неспособность корейских националистов заручиться поддержкой конференции положила конец их надеждам на иностранную поддержку.

## Ближний Восток и Средиземноморье

### Греция
Премьер-министр Греции Элефтериос Венизелос принял участие в конференции в качестве главного представителя Греции. Говорили, что Вильсон поставил Венизелоса на первое место по личным способностям среди всех делегатов в Париже.
Венизелос предложил греческую экспансию во Фракии и Малой Азии, которые были частью побежденного царства Болгарии и Османской империи; Северный Эпир, Имвроси, Тенедос для реализации идеи Мегали. Он также достиг соглашения Венизелоса-Титтони с итальянцами о передаче Греции Додеканеса (кроме Родоса). Для понтийских греков он предложил общее понтийско-армянское государство.
Будучи либеральным политиком, Венизелос был ярым сторонником Четырнадцати пунктов и Лиги Наций.

### Палестина
После принятия конференцией решения об отделении бывших арабских провинций от Османской империи и применении к ним новой мандатной системы Всемирная сионистская организация 3 февраля 1919 года предоставила на рассмотрение конференции свои проекты резолюций.

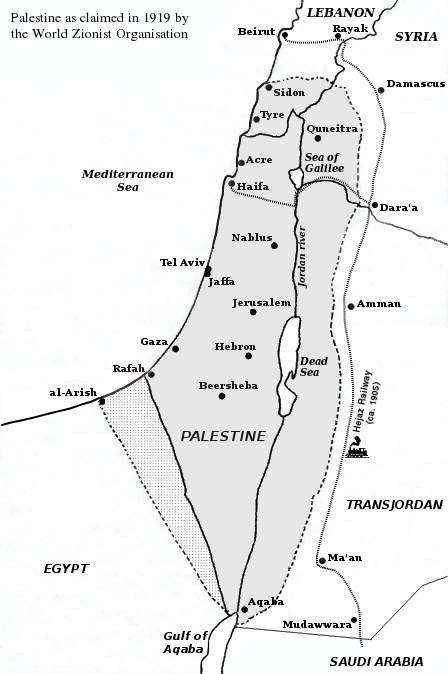
Границы Сионистского государства, представленные на конференции

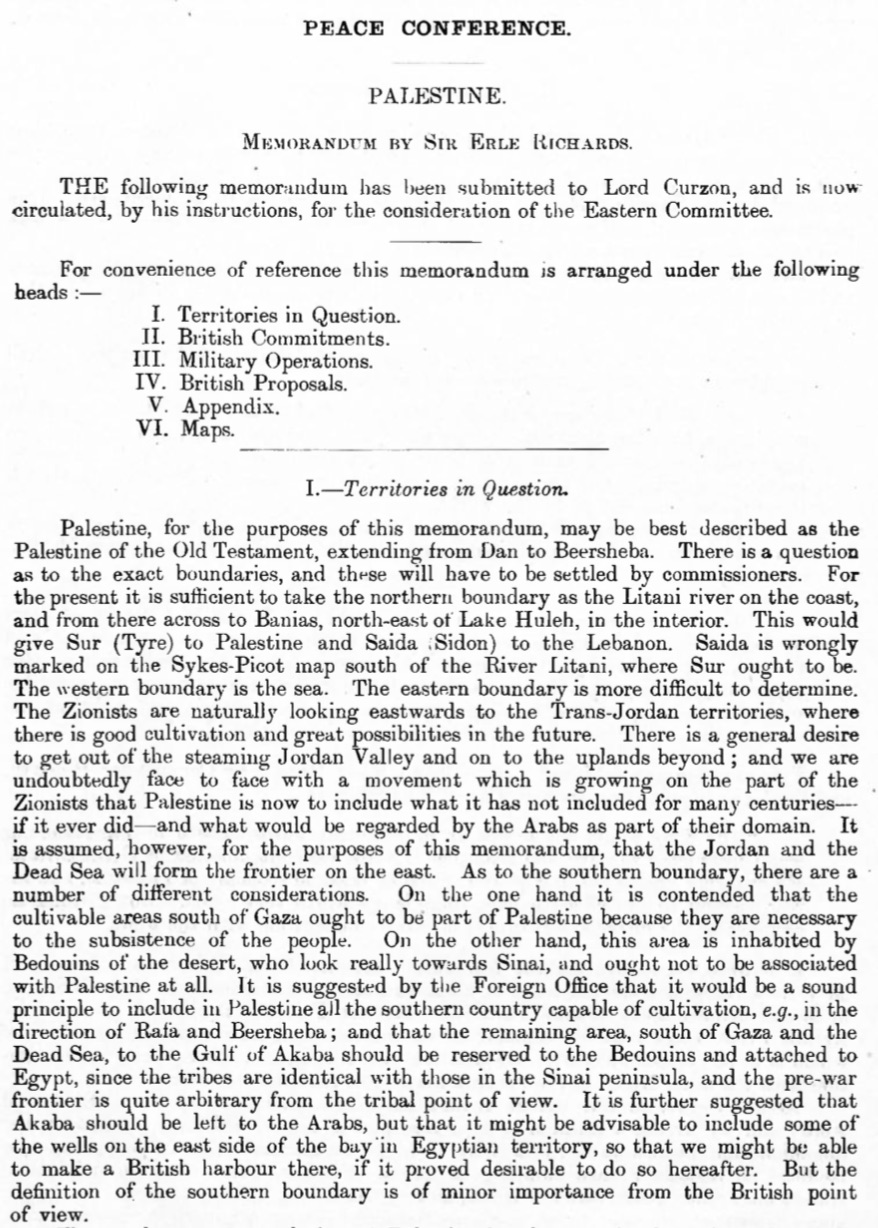
Британский меморандум по Палестине, сделанный до конференции

Это заявление включало в себя пять основных пунктов:
1. Признание исторического права еврейского народа на Палестину и его права на восстановление там своего Национального очага.
2. Границы Палестины должны были включать земли от реки Литани, находящейся в Ливане, до города аль-Ариша, расположенного в Египте[68].
3. Суверенное владение Палестиной должно быть передано Лиге Наций с правительством, вверенным британцам в качестве мандатария Лиги.
4. Включение Высокими Договаривающимися сторонами других положений, касающихся применения любых общих условий, прилагаемых к мандатам, которые подходят для Палестины.
5. Дополнительные условия, в том числе:
  - Содействие еврейской иммиграции, тесному расселению на земле и защита прав нынешнего нееврейского населения
  - Представитель[что?] Еврейского совета по развитию Еврейского национального дома в Палестине и предложить совету в приоритетном порядке любую концессию на общественные работы или на разработку природных ресурсов
  - Самоуправление на местах
  - Свобода вероисповедания без какой-либо дискриминации между жителями в отношении гражданства и гражданских прав по признаку религии или расы
  - Контроль над Святыми местами

Однако, несмотря на эти попытки повлиять на конференцию, сионисты вместо этого были ограничены статьёй 7 полученного в результате Палестинского мандата простым правом получения палестинского гражданства: «Администрация Палестины несёт ответственность за принятие закона о гражданстве. В этот закон должны быть включены положения, сформулированные таким образом, чтобы облегчить приобретение палестинского гражданства евреями, которые постоянно проживают в Палестине».
Ссылаясь на Декларацию Бальфура 1917 года, сионисты предположили, что это означает, что англичане уже признали историческое право евреев на Палестину. В преамбуле Британского мандата 1922 года, в который была включена Декларация Бальфура, говорится: «В то время как тем самым была признана историческая связь еврейского народа с Палестиной и основания для восстановления своего национального дома в этой стране …»

## Другие вопросы

### Женский вопрос
Беспрецедентным аспектом конференции было согласованное давление на делегатов со стороны комитета женщин, который стремился установить и закрепить основные социальные, экономические и политические права женщин, такие как избирательное право, в рамках мира[в чём?]. Хотя им было отказано в местах на Парижской конференции, руководство Маргариты де Витт-Шлюмберже, президента Французского союза за избирательное право женщин, вызвало Межсоюзническую женскую конференцию (IAWC), которая должна была быть созвана с 10 февраля по 10 апреля 1919 года. IAWC лоббировала Вильсона, а затем и других делегатов Парижской конференции, чтобы они приняли женщин в свои комитеты, и ей удалось добиться слушаний в Комиссиях конференции по международному трудовому законодательству, а затем в Комиссии Лиги Наций. Одним из ключевых и конкретных результатов работы IAWC стала статья 7 Пакта Лиги Наций: «Все должности в Лиге или в связи с ней, включая Секретариат, должны быть открыты в равной степени для мужчин и женщин». В более общем плане IAWC поставила вопрос о правах женщин в центр нового мирового порядка, который был установлен в Париже.

## Итоги конференции

### Формальные итоги
Конференция в Париже подготовила мирные договоры с
- Германией — Версальский договор (1919),
- Австрией — Сен-Жерменский договор (1919),
- Болгарией — Нёйиский договор (1919),
- Венгрией — Трианонский договор (1920) и
- Османской империей — Севрский договор (1920), вследствие распада Османской империи, в 1923 году некоторые пункты были заменены Лозаннским договором.

На конференции был одобрен устав Лиги Наций. Подготовленные договоры вместе с соглашениями, принятыми на Вашингтонской конференции (1921—1922), заложили основы для Версальско-Вашингтонской системы международных отношений.

## Оценки и влияние
Югославия, получившая территорию в три раза большую, чем была у довоенной Сербии, и только одно дружественное приграничное государство (Грецию), во время Второй мировой войны «дорого заплатила» за свои успехи на конференции: её соседи, при значительной поддержке со стороны Третьего Рейха, захватили спорные регионы, а внутри страны началась гражданская война.
Румыния, утратившая по итогам Второй мировой войны Бессарабию, около половины Буковины и часть спорного региона Добруджа, по-прежнему контролирует своё основное приобретение 1919 года — Трансильванию.

## Отражение в культуре
- Норвежский поэт Арнульф Эверланн написал стихотворение «Тысячелетний рейх»[74].
- «Конец света» (1940) — первый роман из серии «Лэнни Бадд» за авторством Эптона Синклера, большая часть второй половины которого описывает «политические махинации» и последствия Парижской мирной конференции; повествование включает в себя множество исторически достоверных событий и персонажей.
- Первые две книги трилогии Роберта Годдарда «Широкий мир» — «Пути мира» и «Уголки земного шара» посвящены «дипломатическим махинациям», которые, по мнению автора, составляли основу деятельности конференции.
- «Paris 1919» (1973) — третий студийный альбом валлийского музыканта Джона Кейла, названный в честь мирной конференции; его заглавная композиция посвящена различным аспектам истории и западноевропейской культуры начала XX века.
- Серия картин ирландского художника Уильяма Орпена: «Мирная конференция на набережной Орсе» (1919), «Подписание мира в Зеркальном зале» (1919) и «Неизвестному британскому солдату во Франции» (1927).
- «Опасный человек: Лоуренс после Аравии» (1992) — британский телевизионный фильм Кристофера Менола, с Рэйфом Файнсом в роли Лоуренса Аравийского и Александром Сиддигом в роли эмира Фейсала; сюжет построен вокруг их борьбы за независимость арабского государства в ходе конференции.
- «Париж, май 1919 года» (1993) — 18-й (24-й) эпизод телесериала «Хроники молодого Индианы Джонса», автором сценария которого стал Джонатан Хейлс, а режиссёром — Дэвид Хэйр; по сюжету Индиана Джонс работает переводчиком в американской делегации.
- «Англо-американские отношения на Парижской конференции» — книга, посвящённая описанию отношений Великобритании и США.

## Комментарии
1. ↑  В среднем, каждый час боевых действий уносил жизни 250 человек[4].
2. ↑  Ряд сторонников президента Вильсона полагали подобный шаг неразумным; политические противники же обвинили его в нарушении Конституции[12].
3. ↑  «Это страшная вещь, вести великий мирный народ в войну; в самую ужасную и катастрофическую из всех войн; в войну, которая, похоже, поставила на кон само существование цивилизации» 10
4. ↑  К 1919 году около половины людей, проживавших в регионе, могли считаться членами того или иного «национального меньшинства»[15].
5. ↑  Так, французское правительство решительно отвергло саму идею плебисцита в утраченных после Франко-прусской войны провинциях Эльзас и Лотарингия — на том основании, что голосование было бы несправедливым, поскольку Германская империя вытеснила из региона франкоговорящих жителей и завезла немецкоязычных.
6. ↑  В 1920 году при опросе крестьян в приграничных регионах Белоруссии единственный ответ, который получили эксперты, был: «я католик» или «я православный». Аналогичная ситуация наблюдалась и в Каринтии.
7. ↑  Это означало, как хорошо знало английское правительство, конец для его традиционного оружия, направленного на «удушение» вражеской экономики путём блокады портов.
8. ↑  Позже, когда отношения между Францией и США заметно испортились, наследница рода Мюрат потребовала у правительства вернуть свой особняк, арендованный Францией, но формально продолжавший принадлежать ей.
9. ↑  Так многие сувенирные перочинные ножи с гравировкой «Фош» и «Победа!», продававшиеся во Франции в 1919 году, были изготовлены на германских фабриках.
10. ↑  Однажды Клемансо спросил «кто такой Пишон?», и получив ответ «ваш министр иностранных дел», ответил «а, так и есть, я совсем забыл об этом».
11. ↑  Наряду со многими французскими чиновниками, Пуанкаре «пришел в ярость», узнав, что проживший несколько лет в США и говоривший по-английски Клемансо согласился, что рабочим языком конференции — наряду с французским — будет и английский.
12. ↑  О значительных пробелах в образовании премьера говорили и писали многие. «Кто такие словаки? Кажется, я не могу их разместить их на карте» — спросил он в 1916 году. Два года спустя премьер-министр Британской империи узнал от подчиненного, что Новая Зеландия находится к востоку от Австралии. В 1919 году, когда турецкие войска отступали на восток от Средиземного моря, Ллойд Джордж сообщил об их бегстве «в Мекку», а когда Керзон поправил его — «в Анкару» — Ллойд Джордж ответил: «Лорд Керзон ценен тем, чтобы сообщает мне разные мелочи»[32].
13. ↑  Австралия, как не уставал напоминать её премьер-министр Билли Хьюз, потеряла к 1918 году больше солдат, чем Соединенные Штаты.
14. ↑  Отчасти в ответ на непримиримость Италии, которая стала угрожать срывом Конференции в целом.
15. ↑  Был впервые опубликован в РСФСР вскоре после Октябрьской революции — в газете «Известия» в ноябре 1917 года.
16. ↑  Итальянское правительство было довольно тем, как Сербия проглотила Черногорию, надеясь, что новый горный регион — веками автономно существовавший как «христианский остров» в «османском море» — создаст много проблем Белграду.
17. ↑  Перед встречей с Вильсоном она спросила Бальфура, следует ли ей больше говорить о своих недавних парижских покупках или о Лиге Наций. «Начните с Лиги Наций, а заканчивайте розовой сорочкой. Если бы вы разговаривали с мистером Ллойд Джорджем, вы могли бы сразу начать с розовой сорочки!»